# Fahrzeuge der Métro Paris

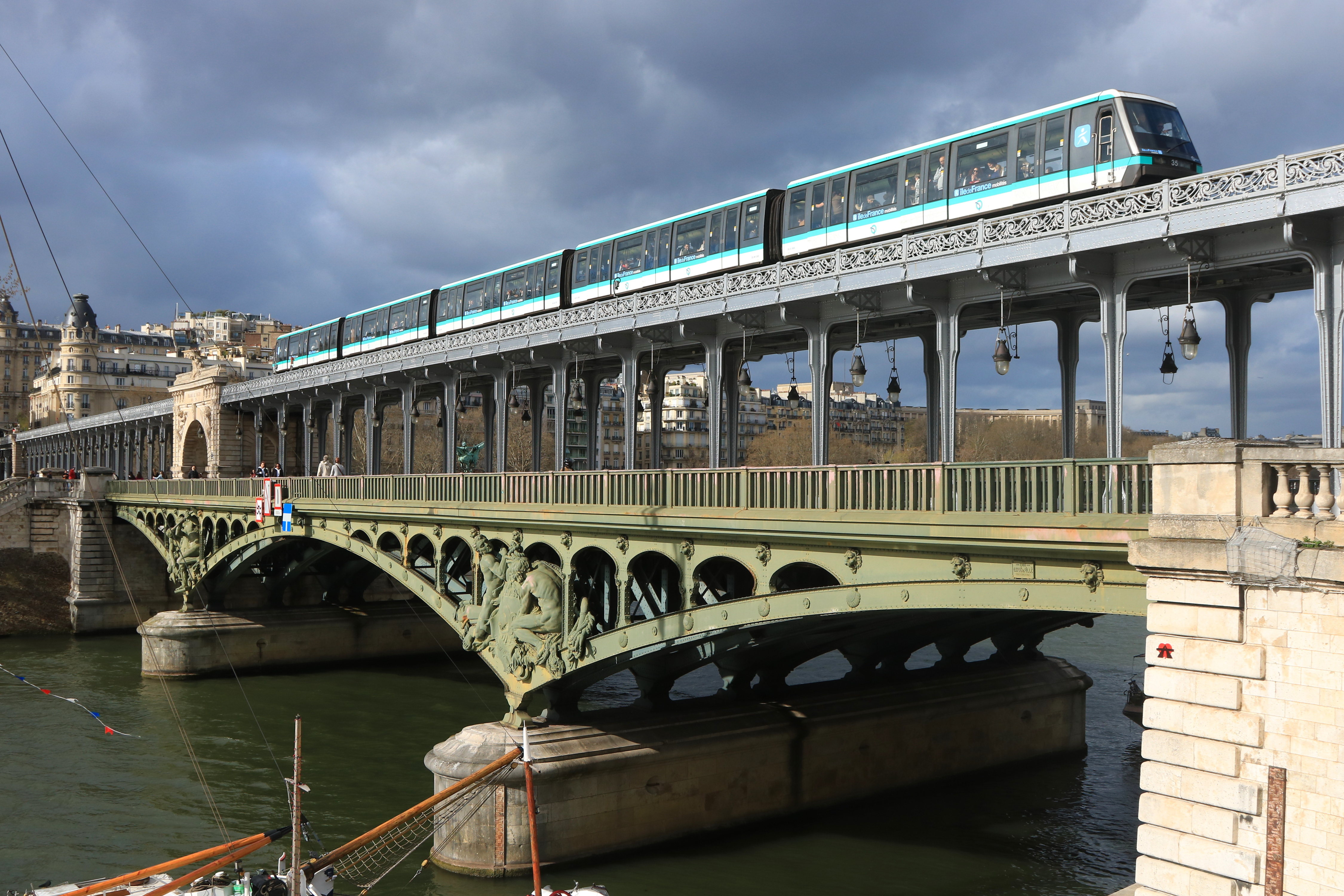
Zug des Typs MP 89 CC auf dem Viaduc de Passy über der Seinebrücke Pont de Bir-Hakeim

Die Fahrzeuge der Métro Paris haben sich seit der Eröffnung der ersten Linie (Porte de Vincennes – Porte Maillot) am 19. Juli 1900 häufig verändert. Im Jahr 2013 wurde das Pariser U-Bahn-Netz von acht verschiedenen Fahrzeugtypen befahren, davon vier mit Gummireifen (Typenbezeichnung beginnt mit „MP“) und vier mit klassischen Stahlradsätzen (Typenbezeichnung beginnt mit „MF“). Seit der Gründung der RATP im Jahr 1949 folgt auf die beiden Buchstaben eine Zahl, die meist das Jahr der Bestellung des Fahrzeugtyps angibt.

## Geschichte
Bei der Eröffnung der Métro Paris waren die Betriebsmittel, die auf dem Pariser U-Bahn-Netz eingesetzt wurden, stark an Straßenbahnfahrzeuge der damaligen Zeit angelehnt. Zunächst wurden zweiachsige kurze Trieb- und Beiwagen mit Wagenkästen in Holzbauweise hergestellt und eingesetzt. Ab 1908 wurden diese Fahrzeuge durch die sogenannten Sprague-Thomson-Züge ersetzt, die teilweise bis in die 1980er Jahre im Einsatz waren.
In den 1950er Jahren wurden einige Linien auf ein gummibereiftes System umgerüstet und erhielten somit auch neue Züge der Bauarten MP 51, MP 55 und MP 59. Auf den Linien, die weiterhin konventionell betrieben wurden, nahm man ab den späten 1960er Jahren die Reihen MF 67 und MF 77 in Betrieb.
Aus dem Prototyp BOA wurden ab 1986 die Bauart MF 88 für den Einsatz im konventionellen System sowie der gummibereifte Typ RATP-MP 89 entwickelt. Letzterer existiert sowohl in einer manuell gesteuerten als auch in einer führerlosen Variante.
Seit 2008 wird der umfangreiche Fahrzeugpark des Typs MF 67 durch neue MF 01-Züge ersetzt. Außerdem wird seit 2011 mit den MP 05 im Zuge der Automatisierung der Linie 1 die zweite führerlose Fahrzeugbauart eingesetzt.

### Die ersten Fahrzeuge

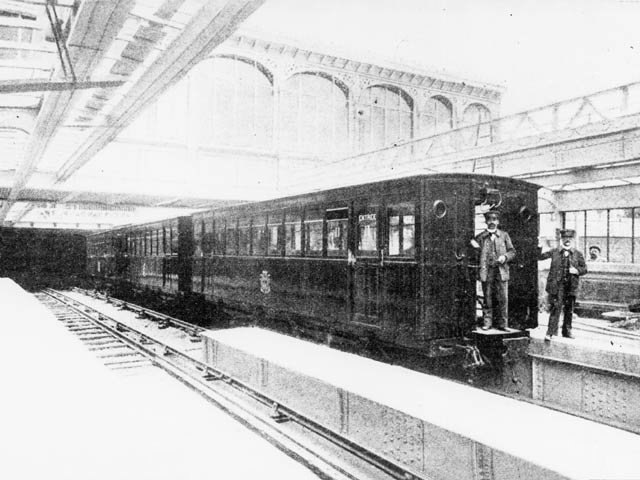
Aus zweiachsigen Fahrzeugen bestehender 3-Wagen-Zug (Rückansicht eines Beiwagens des Eröffnungszugs) in der Station Bastille im Juli 1900

Bei der Eröffnung der Linie 1 im Juli 1900 kamen zweiachsige Fahrzeuge zum Einsatz, die zwei Jahre vorher bestellt worden waren. Die Züge waren aus je einem Triebwagen und zwei Beiwagen gebildet. Die Triebwagen wurden vom Unternehmen Ateliers de construction du Nord de la France in Blanc-Misseron gefertigt, die nicht motorisierten Beiwagen von der Société Franco-Belge in Raismes gebaut. Von den insgesamt 161 Wagen waren 34 Triebwagen der zweiten Klasse mit nur einem Führerstand (nummeriert von M 1 bis M 34) für die Hauptstrecke und 12 Triebwagen mit jeweils zwei Führerständen (MM 1 bis MM 12) für die Zweigstrecken. Hinzu kamen 74 Beiwagen der zweiten Klasse (B), 31 Beiwagen der ersten Klasse (A) und 10 Beiwagen mit Bereichen beider Wagenklassen (AB).
Die Maße der ersten Fahrzeuge waren noch an Straßenbahnwagen angelehnt. Sie waren zwischen 7,44 und 8,88 Meter lang, die Wagenkästen waren aus Holz gefertigt. Jeder Triebwagen verfügte über zwei Elektromotoren mit 125 PS, die Stromversorgung erfolgte über eine seitliche, von oben bestrichene Stromschiene. Die Züge waren mit Westinghouse-Druckluftbremsen ausgestattet. Auf jeder Seite befanden sich zwei Türen mit je einem Flügel pro Wagen, die Triebwagen verfügten an der rechten Seite der Fahrerkabine über eine (Typ M) oder zwei (Typ MM) zusätzliche Türen. Wegen des Einsatzes von Zugeinheiten mit nur einem Triebwagen, der an der Zugspitze lief und nicht umgesetzt werden sollte, wurden die Streckenendpunkte mit Wendeschleifen ausgerüstet.
Da die damalige Betreibergesellschaft CMP schnell erkannte, dass die Türen der Wagen für einen schnellen Fahrgastwechsel zu eng waren, wurden die Züge der Folgebaureihen 100 (1901) und 200 (1902) mit Doppeltüren ausgestattet. Aufgrund des großen Erfolgs des neuen Verkehrsmittels mussten zudem die Züge verlängert werden. Jedoch reichte die Leistung eines Triebwagens nicht aus, um einen Zug mit mehr als drei Beiwagen zu befördern. Der Einsatz weiterer Triebwagen in einem Zug erforderte eine Vielfachsteuerung. Dieses Problem wurde durch die sogenannte „Thomson-double“-Ausstattung gelöst, die mit Hilfe eines Traktionsstromkabels die Fahrstromversorgung und Steuerung des zweiten Triebwagens ermöglichte. Dabei liefen die beiden Triebwagen hintereinander an der Spitze des Zugs. Aus den Wagen der Baureihen 100 und 200 konnten Züge mit einer Länge von bis zu acht Wagen gebildet werden. Auf der Linie 2 Nord, deren erster Streckenabschnitt im Oktober 1902 eröffnet wurde, kamen Züge derselben Länge zum Einsatz.
Da auf der Linie 2 Nord zeitweise ohne Wendeschleife kehrtgemacht werden musste, befanden sich bei den dort eingesetzten Zügen die Triebwagen an den beiden Zugenden. Das Traktionsstromkabel war deshalb durch den gesamten Zug geführt, was Ursache für den Metrounfall im Bahnhof Couronnes im Jahr 1903 war. Die Elektrik der Züge wurde daraufhin aus Sicherheitsgründen geändert.

#### Die Sprague-Thomson-Züge

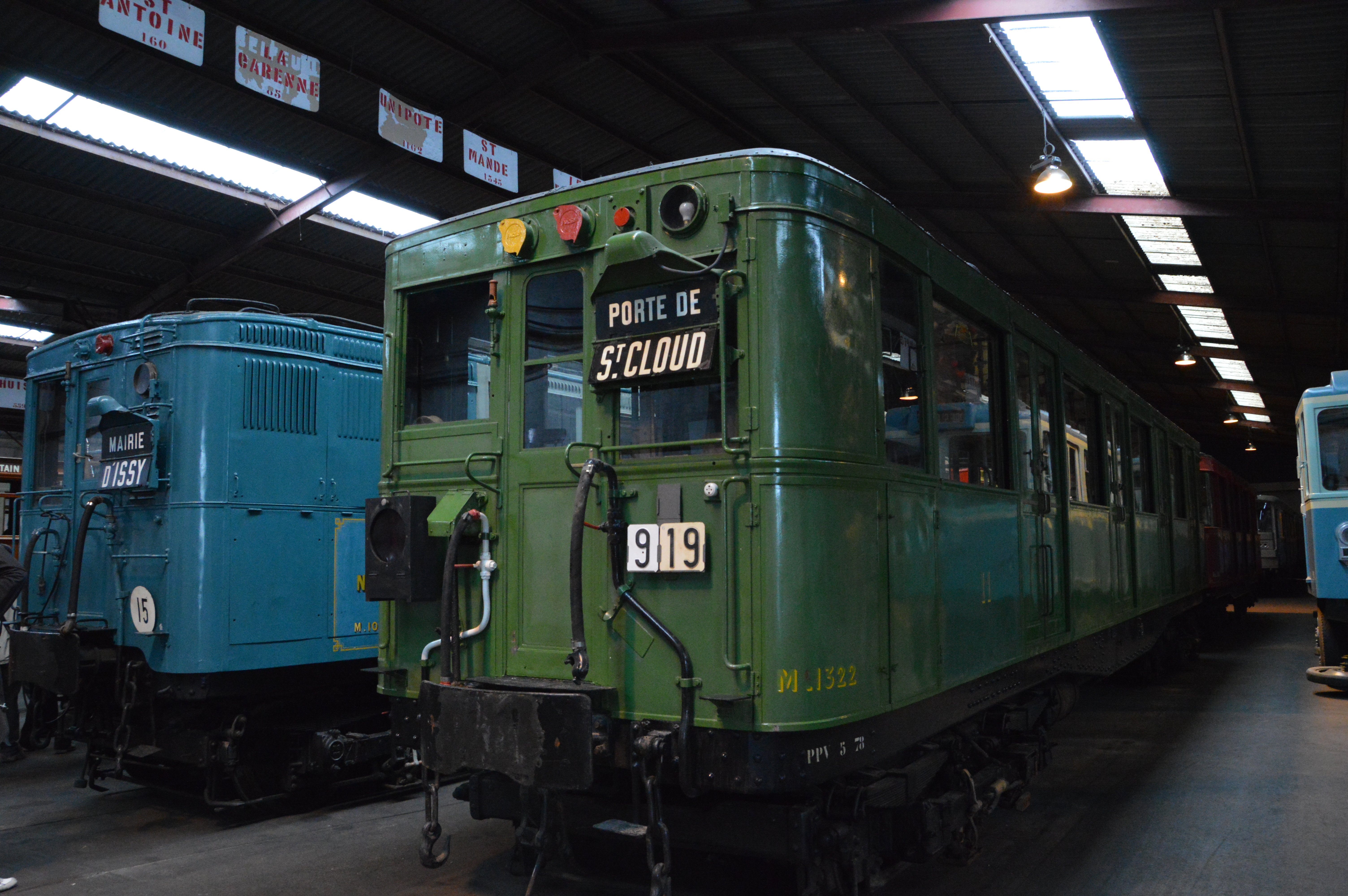
Links ein ehemaliger Sprague-Thomson-Triebwagen der Nord-Sud, rechts der CMP

Ab 1908 kamen Züge des Typs Sprague-Thomson (Baureihen 500–600 sowie 800–1000) zum Einsatz. Letztere waren teilweise bis 1983 in Betrieb. Die Sprague-Thomson-Züge waren über drei Generationen hinweg das Gesicht der Métro Paris. Sie waren mit einer Vielfachsteuerung für zwei bis drei Triebwagen pro Einheit ausgerüstet. Die Steuerleitungen waren unterhalb der Wagenkästen verlegt, die Führerstände wurden auf ein Minimum verkleinert. Jeder Triebwagen verfügte über zwei Elektromotoren mit jeweils 175 PS, später gebaute über vier mit jeweils 125 PS. Gekuppelt wurden die Wagen mit Schraubenkupplung unterhalb eines breiten Mittelpuffers. Dieses ebenfalls bei französischen Schmalspurbahnen übliche Prinzip wird bis heute angewendet, erst die jüngsten Wagenbauarten sind mit automatischen Mittelpufferkupplungen ausgerüstet. Die Wagen der ersten Klasse waren an einem roten bzw. gelben Streifen zu erkennen, die der zweiten Klasse an einem grünen bzw. grauen Streifen.

### Moderne Züge

#### Der MA 51
Nach dem Zweiten Weltkrieg waren drei Streckenverlängerungen vorgesehen und das Fahrgastaufkommen der Métro nahm deutlich zu; allerdings waren nach 1936 keine neuen Fahrzeuge mehr gebaut worden. Die RATP entwickelte das Konzept der zu zwei Einheiten teilbaren Züge, das den Betrieb in mancherlei Hinsicht erleichterte. So konnte die Taktdichte deutlich gesteigert werden, was vor allem auf verzweigten Linien sinnvoll war. Auf der Linie 13, die mit diesen neuen Fahrzeugen betrieben werden sollte, bestanden die Züge bis dato aus fünf Wagen. Um zwei Halbzüge bilden zu können, mussten Züge mit sechs etwas kürzeren Wagen entworfen werden. Um die Masse der Züge nicht zu erhöhen, wurden sie mit Jakobs-Drehgestellen ausgestattet. Die 40 neuen Züge des Typs MA 51 wurden 1952 und 1953 mit der Inbetriebnahme des Pleyel-Astes der Linie 13 ausgeliefert. 1972 wurden die Züge modernisiert und auf die Linie 10 versetzt, wo sie teilweise bis 1994 im Einsatz waren.

#### Das gummibereifte System: MP 51, MP 55, MP 59 und MP 73

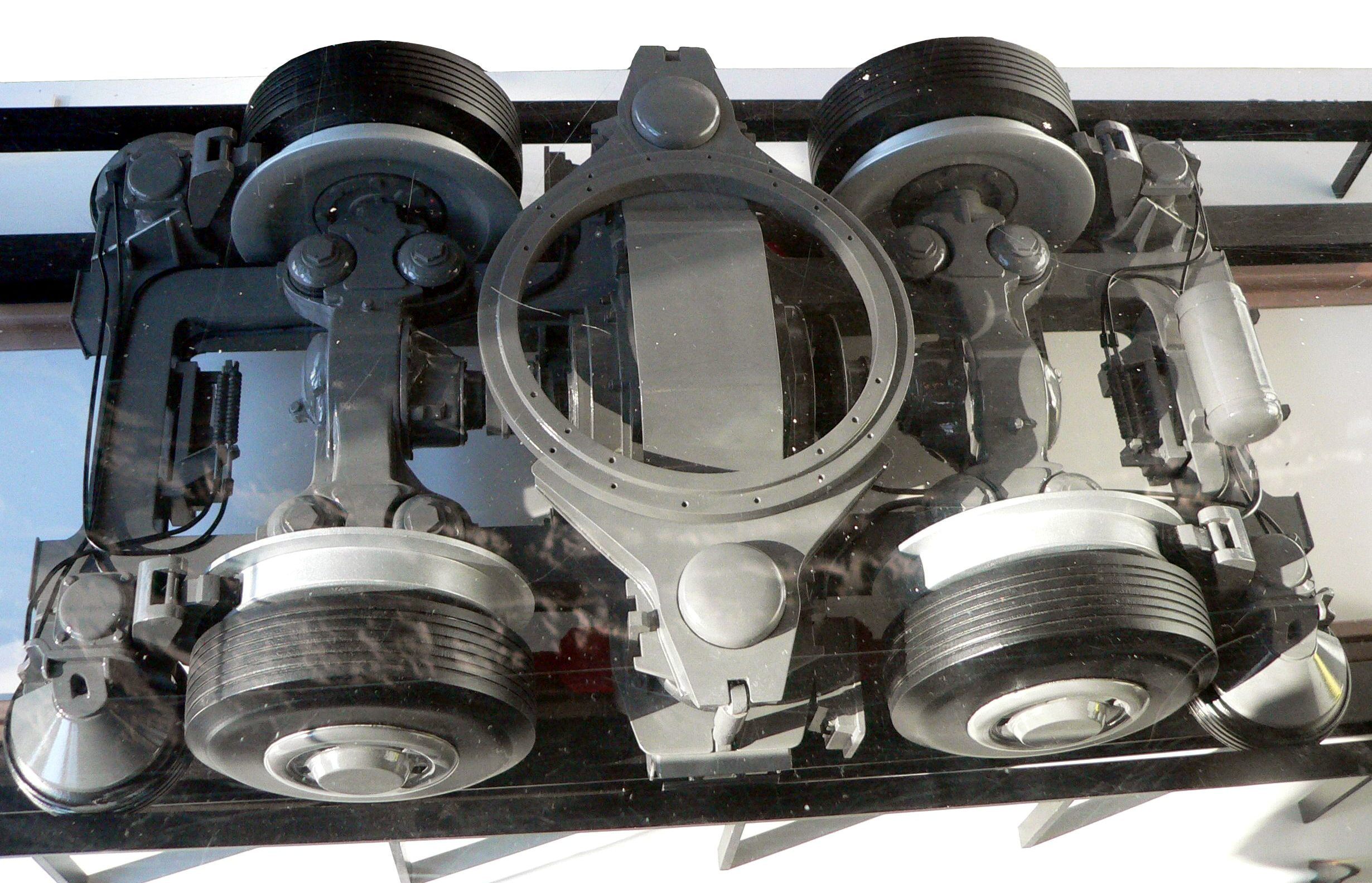
Drehgestell eines gummibereiften MP-89-Zuges

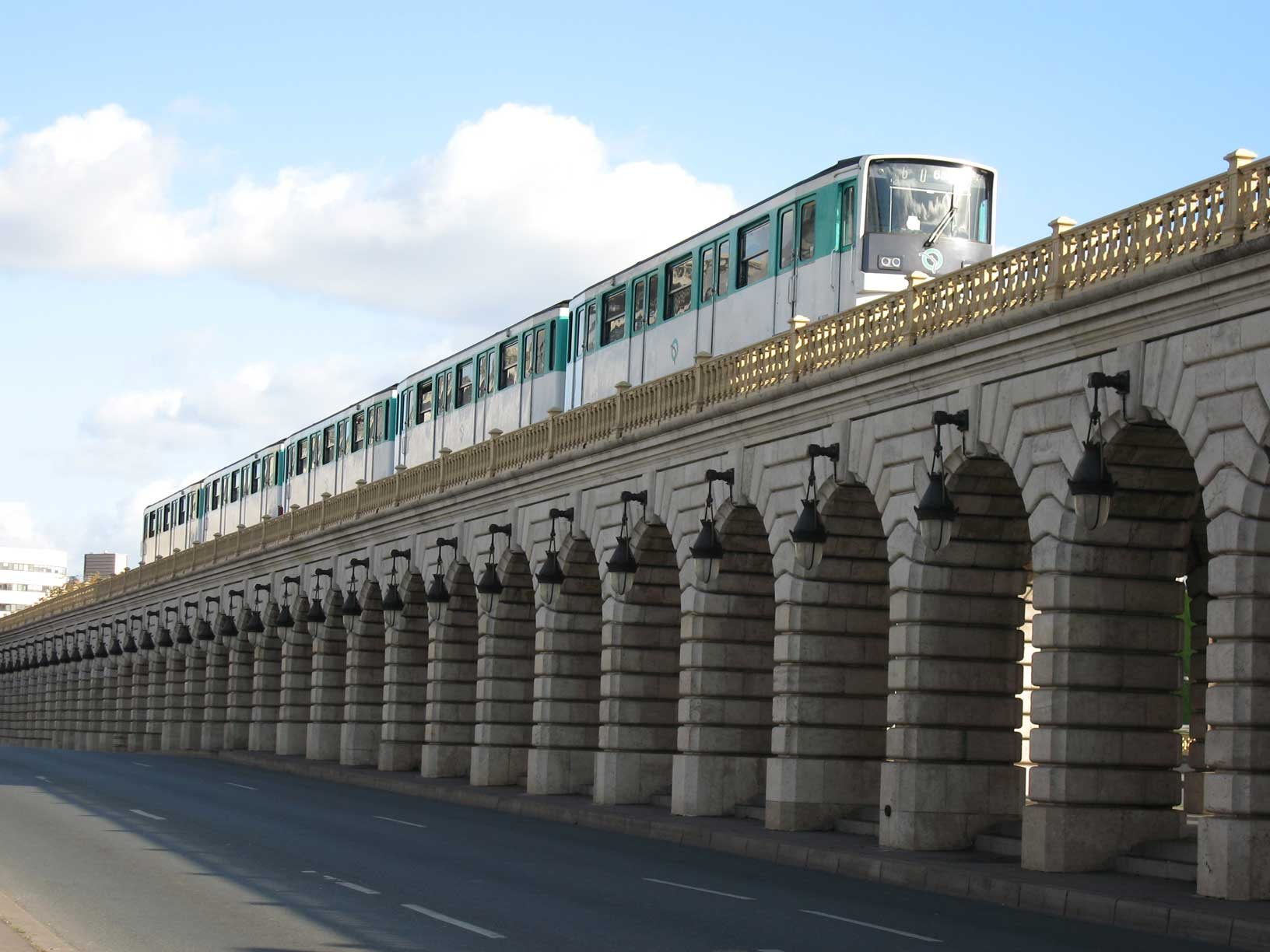
Zug der Bauart MP 73 der Linie 6 auf der Brücke Pont de Bercy

Die RATP musste nach dem Krieg ein gesteigertes Verkehrsaufkommen bewältigen. Die Zugfolge und die Höchstgeschwindigkeit konnten aufgrund der Streckenverhältnisse, insbesondere wegen der engen Bogenradien und der Halteabstände, nicht verdichtet bzw. erhöht werden. Eine Möglichkeit, die Fahrgastkapazität der U-Bahn-Linien zu erhöhen, bestand in der Erhöhung der Anfahrbeschleunigung und Bremsverzögerung durch Verwendung von luftgefüllten Gummireifen. Die Alternative, alle Radsätze anzutreiben und Widerstandsbremsen zu verwenden, wurde aus finanziellen Gründen verworfen.

##### Technik der gummibereiften Züge
Möglich wurde der Einsatz gummibereifter Züge erst, als 1950 mit einem Metallgewebe verstärkte Reifen auf den Markt kamen, die eine Tragkraft von 4 t hatten, bei einem Reifendurchmesser von unter 1 m.
Die gummibereiften Züge verfügen über Radsätze, die innen mit konventionellen Spurkranzrädern und außen zusätzlich mit Gummireifen bestückt sind. Die aus Brandschutzgründen stickstoffgefüllten Gummireifen rollen auf Stahl-, auf Beschleunigungs- und Bremsstrecken auf Betonlaufbahnen außerhalb der Regelfahrschienen. Die zu Beginn verwendeten Holzlaufbahnen bewährten sich wegen ihrer Unebenheit nicht. Sie sind nur noch in Nebengleisen vorhanden. Die Laufflächen der Stahlräder berühren die Fahrschienen normalerweise nicht, sie tragen das Fahrzeug im Fall einer Reifenpanne und dienen zusätzlich als Reibpartner der mechanischen Bremse. Die Schienen dienen der Rückstromführung, die Stahlräder führen die Wagen außerdem in Weichen, deshalb sind sie mit deutlich höheren Spurkränzen versehen. Die Fahrzeuge werden im Gleis durch waagerechte Führungsräder geführt, die sich auf seitlichen Führungsschienen abstützen. Diese dienen gleichzeitig als Stromschienen und sind deshalb isoliert gelagert. Wegen der höheren Reibung zwischen Gummireifen und Fahrbahn werden Differentialgetriebe aus dem Lkw-Bau verwendet. Der Fahrstromübertragung dienen Schleifschuhe in den Drehgestellen, sowohl für die Hin- als auch für die Rückleitung. Entsprechend profilfrei ausgerüstete Hilfs- und Baufahrzeuge können auch auf für den Betrieb mit gummibereiften Fahrzeugen ausgerüsteten Strecken eingesetzt werden. Den Betrieb von Personenfahrzeugen mit Regelradsätzen verhindern die unterschiedlich angeordneten Stromschienen.
Dieses System erlaubt eine deutlich effizientere Beschleunigung und Bremsung als das konventionelle Rad-Schiene-System. Außerdem sind die Fahrgeräusche leiser und es lassen sich größere Steigungen und Gefälle überwinden. Allerdings sind diese Vorteile mit deutlich aufwändigeren Gleisanlagen sowie höheren Energiekosten und einer stärkeren Wärmeentwicklung verbunden.

##### Der Prototyp MP 51

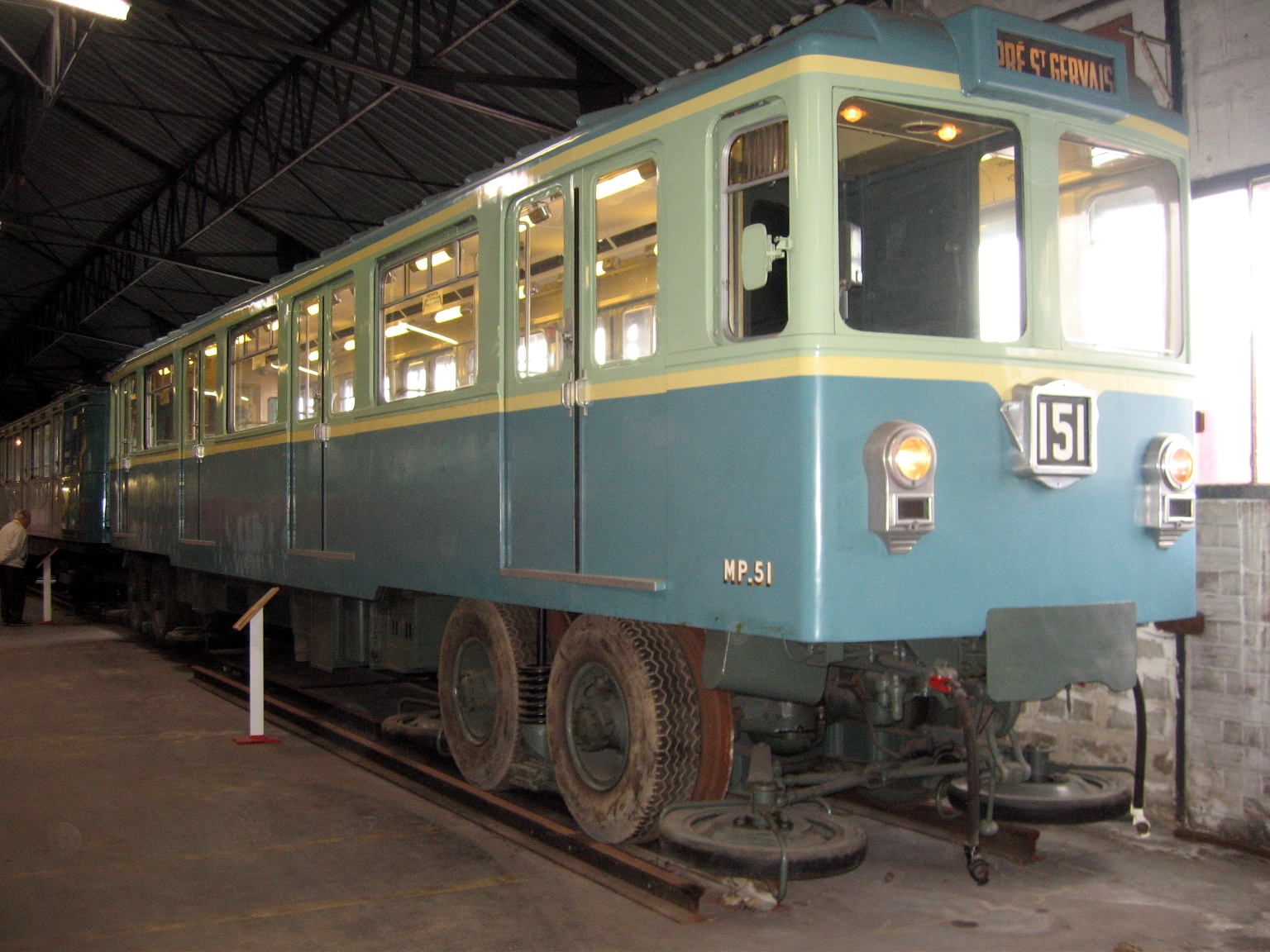
Der MP 51 im Museum Musée des transports urbains, interurbains et ruraux

Der Prototyp MP 51 stellt die erste Generation eines U-Bahn-Zuges auf Gummireifen dar. Er wird von den Métrobeschäftigten liebevoll „Grand-Mère“ (Großmutter) genannt. Es wurde nur ein Fahrzeug dieses Typs von der RATP bestellt und auf der voie navette zwischen 1952 und 1956 getestet. Das Fahrzeug wurde 1961 endgültig abgestellt und befindet sich seit 1981 in einem Verkehrsmuseum in der Nähe von Paris. Es handelt sich um ein französisches Produkt, gebaut wurde der Wagen in Creil von einem Firmenkonsortium. Die Übergabe an die RATP erfolgte im Juli 1951, im November jenes Jahres wurde er der Presse vorgestellt.
Das Fahrzeug hat eine Länge von 15,4 m und zwei Führerstände. Es wird von zwei Motoren von Alsthom mit je 95 kW angetrieben. Die Motoren sind unter dem Bodenrahmen aufgehängt, die Radsätze werden über Gelenkwellen angetrieben.
Gleichzeitig wurde die Voie navette zwischen den Stationen Porte des Lilas und Pré Saint-Gervais für den Betrieb mit gummibereiften Fahrzeugen vorbereitet. Diese Strecke wurde seit 1939 nicht mehr für den regulären Métrobetrieb benützt.
Erste positive Ergebnisse der Testfahrten waren: Das Fahrzeug ist leiser als Fahrzeuge auf Metallrädern und hat ausgezeichnete Beschleunigungen am Anfahren und ebenso gute Bremsverzögerungen. Bereits ab April 1952 wurde auf dem Fahrzeug bei den Testfahrten am Nachmittag Personenbeförderung erlaubt.
Dieses Fahrzeug wurde auch zum Testen der (halb)automatischen Zugsteuerung Pilotage automatique verwendet und diente zwischen 1956 und 1961 als Testfahrzeug für verschiedene Baukomponenten. Heute befindet sich das Fahrzeug in einem Museum für den ÖPNV in der Nähe von Paris.

##### Der MP 55

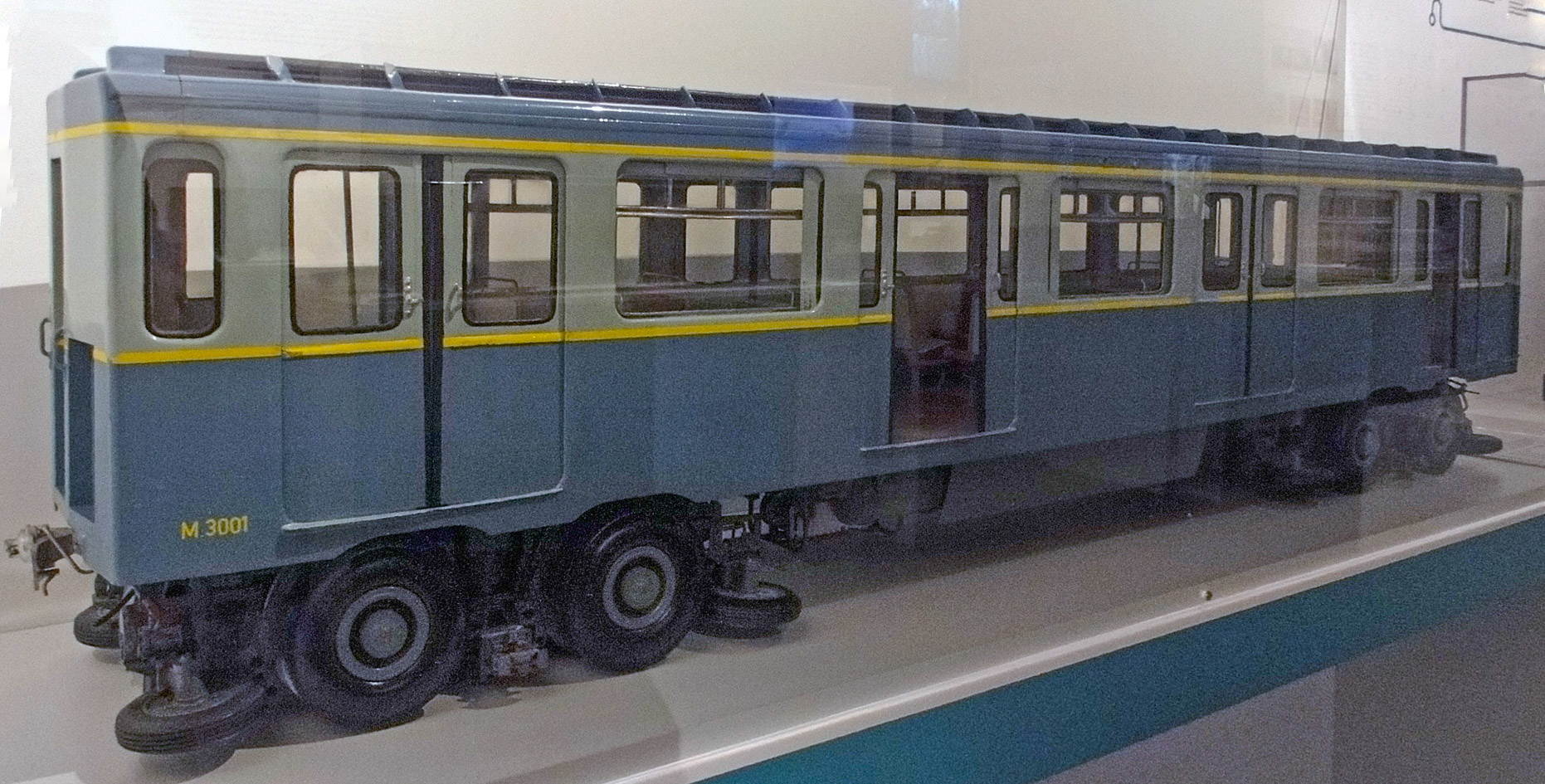
Modell eines MP 55-Triebwagens mit einem Führerstand

Bereits am 30. April 1954 genehmigte der Verwaltungsrat der RATP den Bau von 71 gummibereiften Fahrzeugen der 2. Generation (Bezeichnung MP 55) um 4-teilige Züge für die Linie 11 bilden zu können. Die Umbauarbeiten auf der Strecke begannen unmittelbar danach. Diese relativ schwach frequentierte Linie, die große Neigungen und enge Bögen aufweist, erlaubte es, sich von der Alltagstauglichkeit der gummibereiften U-Bahn zu überzeugen.
Den Auftrag für den Bau dieser Fahrzeuge erhielten die Firmen Régie Renault und Brissonneau et Lotz: es waren 54 Triebwagen mit Führerstand, 18 Triebwagen ohne Führerstand und 17 unmotorisierte Beiwagen. Der erste Zug dieser Baureihe wurde im Oktober 1956 geliefert. Testfahrten fanden zunächst in den Nachtstunden statt. Aber bereits im November desselben Jahres wurden die ersten Züge zur Personenbeförderung eingesetzt. Ein Jahr später waren alle 17 Züge im Einsatz. Jeder Zug bestand aus vier Wagen: Triebwagen mit Führerstand – Triebwagen ohne Führerstand – Beiwagen mit Abteilen 1. und 2. Klasse – Triebwagen mit Führerstand. Die Triebwagen hatten vier Motoren zu je 66 kW von den Herstellern Alsthom bzw. Compagnie Électro-Mécanique.
Zwischen 1965 und 1967 wurden alle Führerstände mit der Pilotage automatique ausgestattet. 1967 erhielten die Fahrer eine Hochfrequenz-Telefonverbindung mit der zentralen Leitstelle PCC.
1977 fand noch eine grundlegende Überholung statt: Die Abteilbeleuchtung wurde verbessert; es wurden modernere Sitze (wie beim MP 73) eingebaut, und die Lackierung auf das damals übliche Dunkelblau gebracht. Aber die Ausmusterung begann bereits 1982 und zog sich bis Januar 1999 hin, als der letzte Zug abgestellt wurde.
Es gelang aber nicht, einen vollständigen Zug zu erhalten: Die RATP besitzt nur noch einen Triebwagen mit Führerstand und einen Beiwagen. Zwei weitere Triebwagen mit Führerstand befinden sich in einer Privatsammlung bzw. im Fabrikmuseum von Renault in Flins.

##### Der MP 59

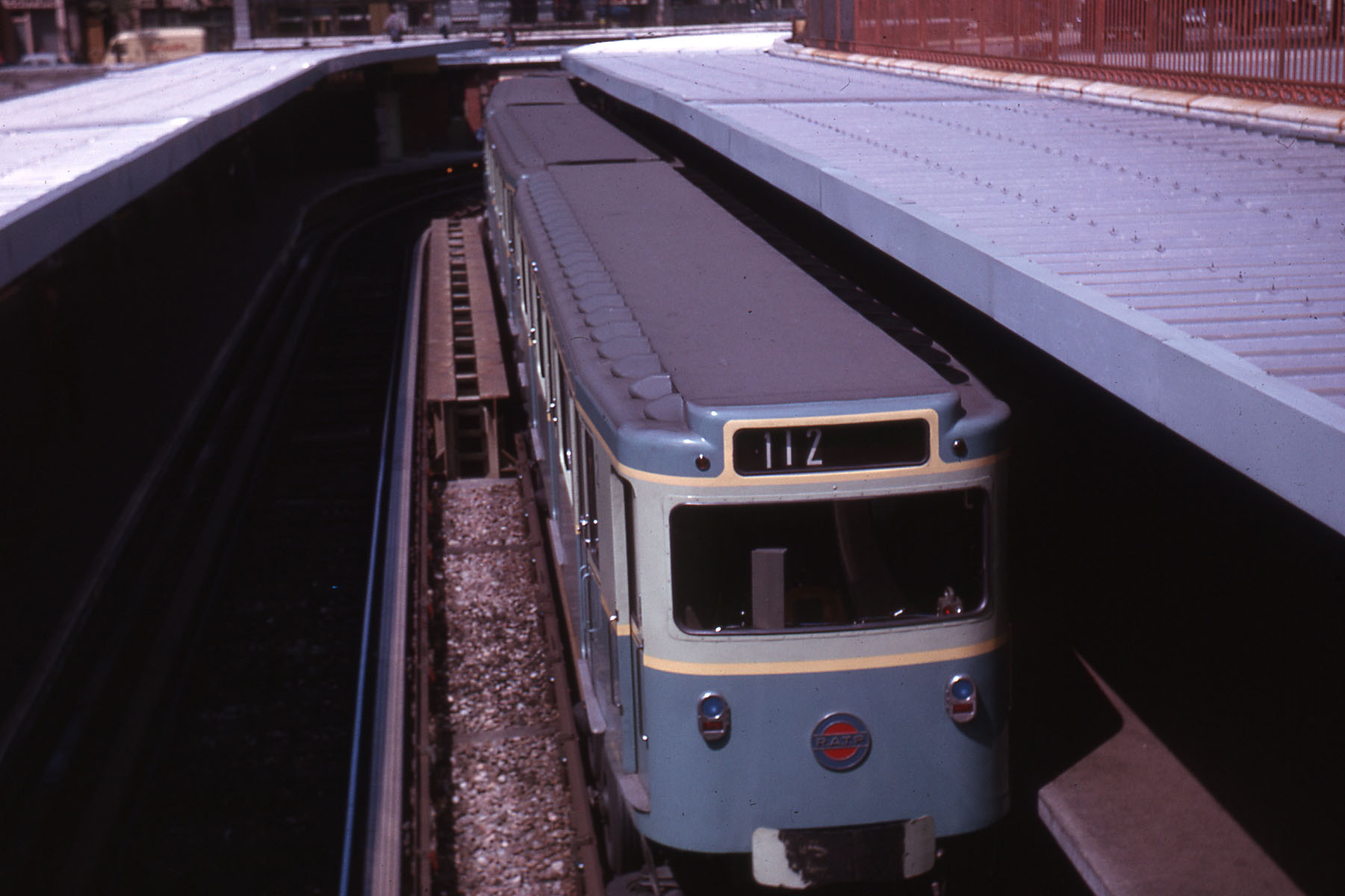
MP 59 in ursprünglicher Lackierung und mit ungeteilter Frontscheibe

Die Lehren, die man aus dem Einsatz der MP 55 auf der Linie 11 ziehen konnte, waren beeindruckend: In den Stoßzeiten wurde eine um mehr als 5 % höhere Transportkapazität erreicht, und auch der Fahrkomfort war erheblich besser.
Deshalb entschied die RATP schon bald, weitere Strecken umzurüsten. Am stärksten frequentiert war die Linie 1, die in den Abendstoßzeiten im Streckenabschnitt zwischen Hôtel de Ville und Gare de Lyon regelmäßig überfüllt war. Außerdem stand die Verlängerung der Strecke im Westen bis La Défense bevor, was unweigerlich weitere Fahrgäste bringen würde. Man brauchte also eine Vergrößerung der Kapazität um mindestens 15 % bis 20 %. Dies sollte durch Umstellung auf Züge mit Gummibereifung und eine Verlängerung der Züge erfolgen.
1960 bestellte die RATP 272 Wagen einer verbesserten Version des MP 55, welche als Baureihe MP 59 geführt wurde. Es sollten damit 41 Sechswagenzüge gebildet werden. Im Mai 1963 kamen die ersten Züge zum Einsatz, aber da noch nicht alle Bahnsteige die für Sechswagenzüge notwendige Länge von 90 m hatten, wurden zunächst nur fünfteilige Garnituren gebildet.
Wenig später wurde auch die Linie 4 auf das gummibereifte System umgerüstet, wobei auch hier zunächst Züge des Typs MP 59 zum Einsatz kamen. Bei zwei Bestellungen im März 1964 bzw. im Oktober 1965 wurden insgesamt 284 Fahrzeuge in Auftrag gegeben. Da die Verlängerung der Bahnsteige auf der Linie 4 vor Lieferung der neuen Züge abgeschlossen werden konnte, kamen dort vorübergehend Sprague-Thomson-Sechswagenzüge zum Einsatz. Die ersten MP-59-Züge waren ab Oktober 1966 unterwegs, und im Juli 1967 war die Umstellung abgeschlossen.
1971 folgte eine weitere Bestellung von 51 Fahrzeugen zur Verstärkung des Zugangebots auf beiden Linien. Auslieferung war 1974.
Technisch unterschieden sich die Fahrzeuge durch eine stärkere Motorisierung vom Vorgänger: Die Motoren hatten 103 kW; es gab auch Veränderungen an den Bremsanlagen und an der Federung, sowie selbsttragende Wagenkästen. Für den Fahrgast aber war es die große ungeteilte Frontscheibe, die beide Baureihen deutlich voneinander unterscheidbar machte.
Ende der 1980er Jahre erfolgte eine umfangreiche Revision, da die Lebensdauer der Metrozüge auf 40 Jahre angehoben werden sollte, so dass nach rund 20-jährigem Betrieb eine Generalüberholung eingeplant wurde. Die Aufarbeitung der 52 Sechswagenzüge der Linie 1 fand zwischen August 1989 und Juni 1992 statt. Der letzte modernisierte Zug kehrte im August 1992 nach Paris zurück.
Diese Modernisierung erfasste folgende Bereiche:
- Aufarbeitung der Drehgestelle
- Ersatz verschiedener Komponenten: Luftleitungen und Teil der elektrischen Ausstattung, insbesondere der Innenraumbeleuchtung
- Modernisierung des inneren und äußeren Erscheinungsbilds des Züge, einschließlich der Führerstände
- Anpassung an den bevorstehenden Betrieb im Freien (Überquerung der Seine auf der Brücke von Neuilly), durch Ausstattung der Fahrzeuge mit Scheibenwischern[8] sowie Heizung und Sonnenblenden im Führerstand, Abdichten der Türen und der Lüftungsöffnungen auf dem Dach
- Sechs Züge erhielten Bürsten zur Beseitigung von Schnee auf den Gleisen und Fahrbalken

Die Arbeiten wurden in der RATP-Werkstatt Fontenay-sous-Bois (7 Züge), bei Ateliers de Construction du Centre in Clermont-Ferrand (23 Züge) und bei Cannes La Bocca Industries (22 Züge) durchgeführt. Die Kosten von 3,1 Millionen Franc pro Sechs-Wagen-Zug entsprachen nur 10 % denen einer Neubeschaffung.
Als 1997 die ersten Fahrzeuge der Baureihe MP 89 auf der Linie 1 eingesetzt wurden, wurden die freiwerdenden MP 59-Züge (nach erneuter technischer Renovierung) auf die Linie 4 verlegt. Die ihrerseits freiwerdenden Züge der Linie 4 kamen auf die Linie 11, so dass dort im Januar 1999 die dortigen MP 55-Züge außer Betrieb genommen werden konnten.
Die Außerdienststellung der MP 59-Züge begann Anfang April 2011, der letzte Zug war am 21. Dezember 2012 unterwegs. Verschiedene Komponenten wurden ausgebaut und stehen als Ersatzteile für die Züge der Linien 6 und 11 zur Verfügung. Der Rest wurde der Verwertung (= Verschrottung) zugeführt. Jeder Zug hat mindestens 3.000.000 km zurückgelegt.

##### Der MP 73

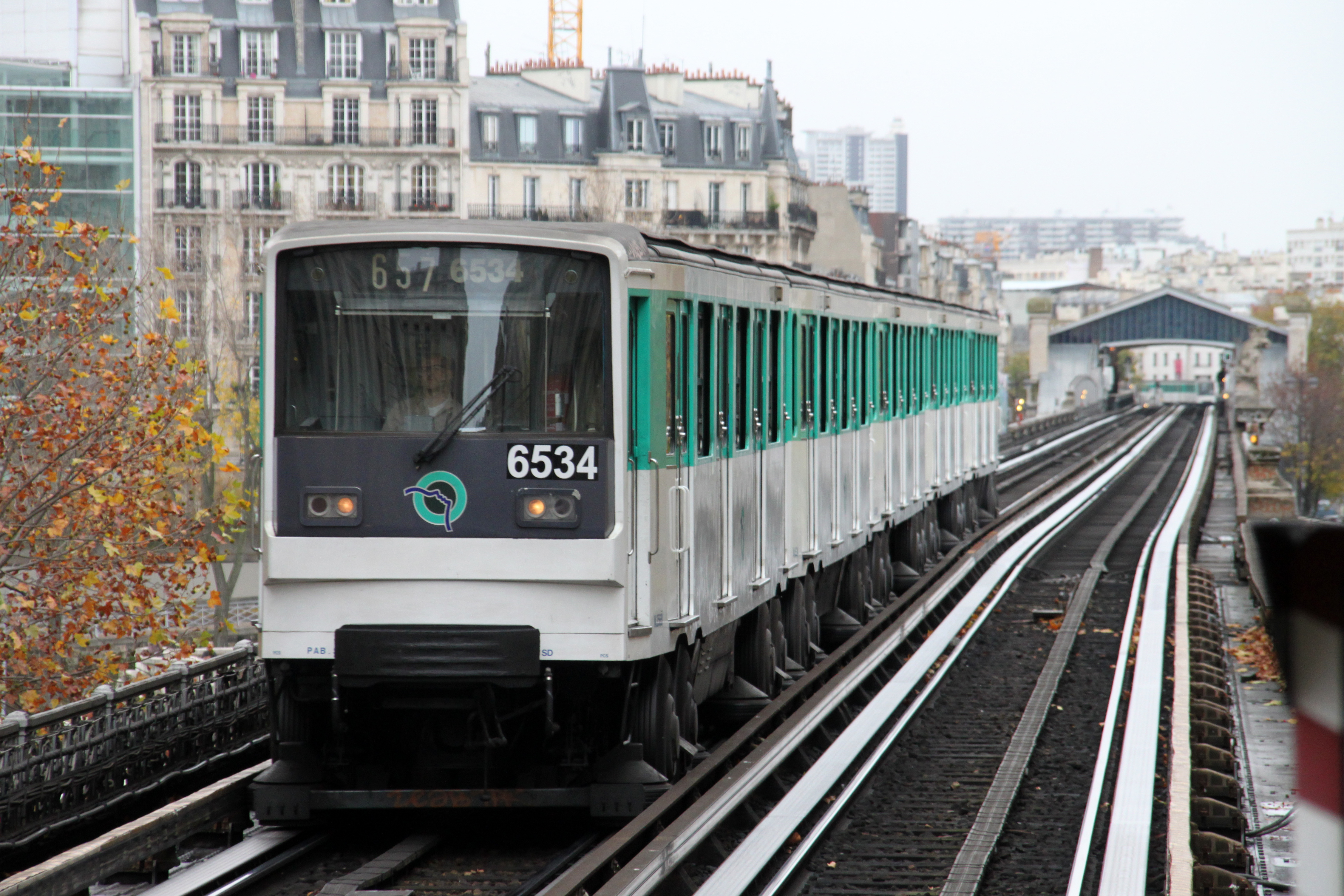
MP-73-Garnitur bei der Einfahrt in den Bahnhof Passy, im Hintergrund die Station Bir-Hakeim

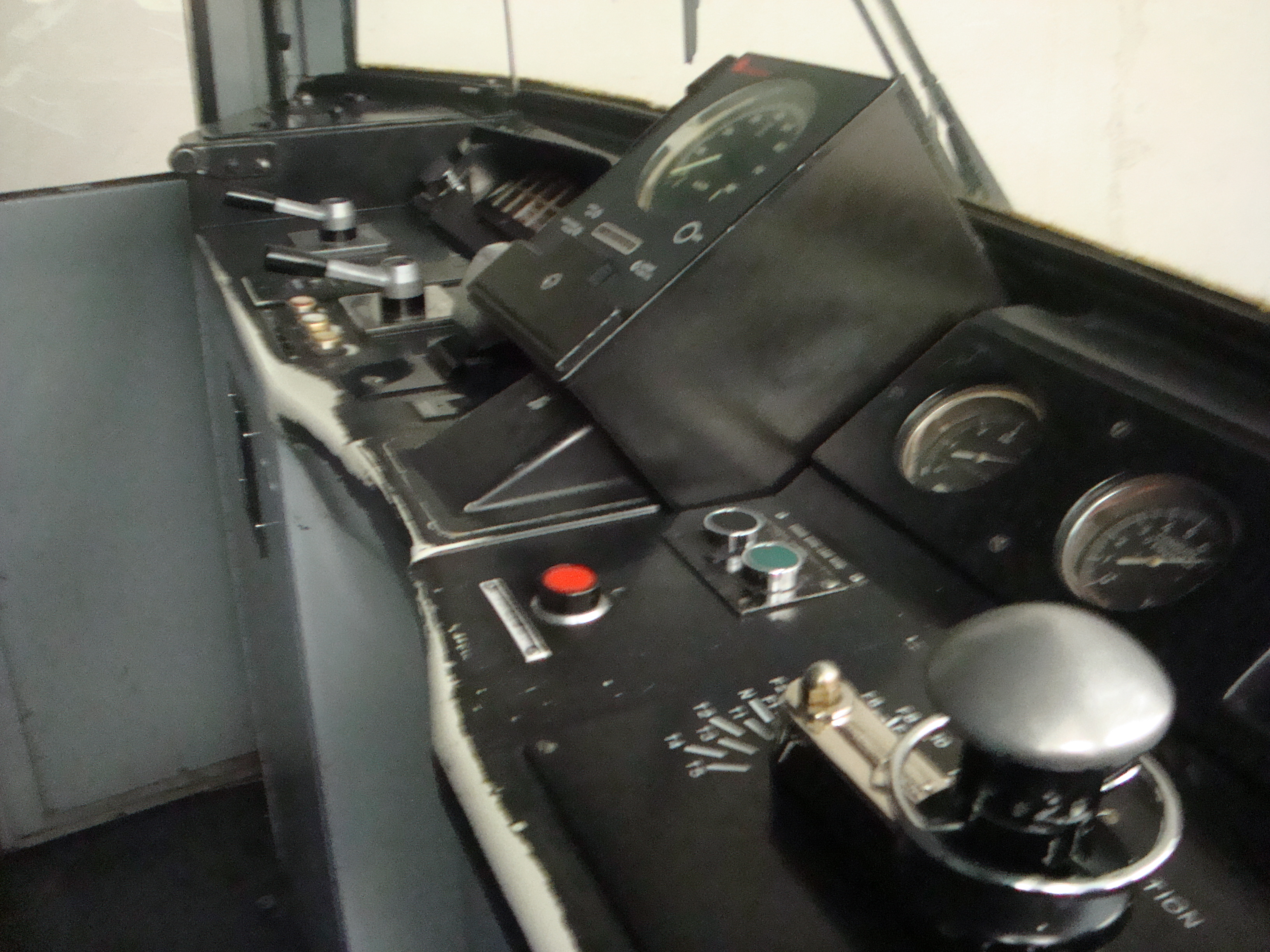
Führerstand eines MP 73

Um auf der zu einem großen Teil oberirdisch verlaufenden Linie 6 die Lärmbelästigung zu verringern, erfolgte im Jahr 1974 die Umstellung auf Gummireifen-Betrieb mit der neuen Baureihe MP 73. Entscheidend für die Umrüstung der Strecke waren die Tatsachen, dass rund 50 % der Strecke in Hochlage verläuft und dass die Abstände zu den Wohnungen oft sehr gering sind, so dass die Anwohner oft über die Lärmbelästigung durch die Metro klagten. Außerdem war die Strecke stark erneuerungsbedürftig.
Es wurden 252 Fahrzeuge des Typs MP 73 bestellt (102 Triebwagen mit Führerstand; 50 Motorwagen ohne Führerstand, 50 Mittelwagen 1. Klasse und 50 Mittelwagen 2. Klasse).
Eine Neuerung stellte auch der Inbetriebnahmeprozess dar: Alle 50 MP-73-Züge wurden zwischen dem 1. und dem 31. Juli 1974 auf die Strecke gebracht. Die seit 1973 nach und nach gelieferten Fahrzeuge waren in der Zwischenzeit an verschiedenen, für gummibereifte Züge erreichbaren Stellen abgestellt worden. Einzelne Züge wurden vorübergehend auch auf den Linien 4 und 11 eingesetzt.
Es handelt sich wieder um eine Weiterentwicklung der bewährten Vorgängerbaureihe mit verbesserter Innenbeleuchtung und bequemeren Sitzen und vor allem sind die Reifen profiliert, um auf den Teilstrecken im Freien auch auf nasser Fahrbahn ausreichende Haftung zu haben. Die Höchstgeschwindigkeit liegt bei 70 km/h, der Servomotor für die Antriebssteuerung wird mit 72 V Spannung betrieben (statt 750 V des Vorgängermodells MP 59). Jeder Motorwagen ist mit vier Motoren zu je 106 kW ausgerüstet.

#### Der MF 67

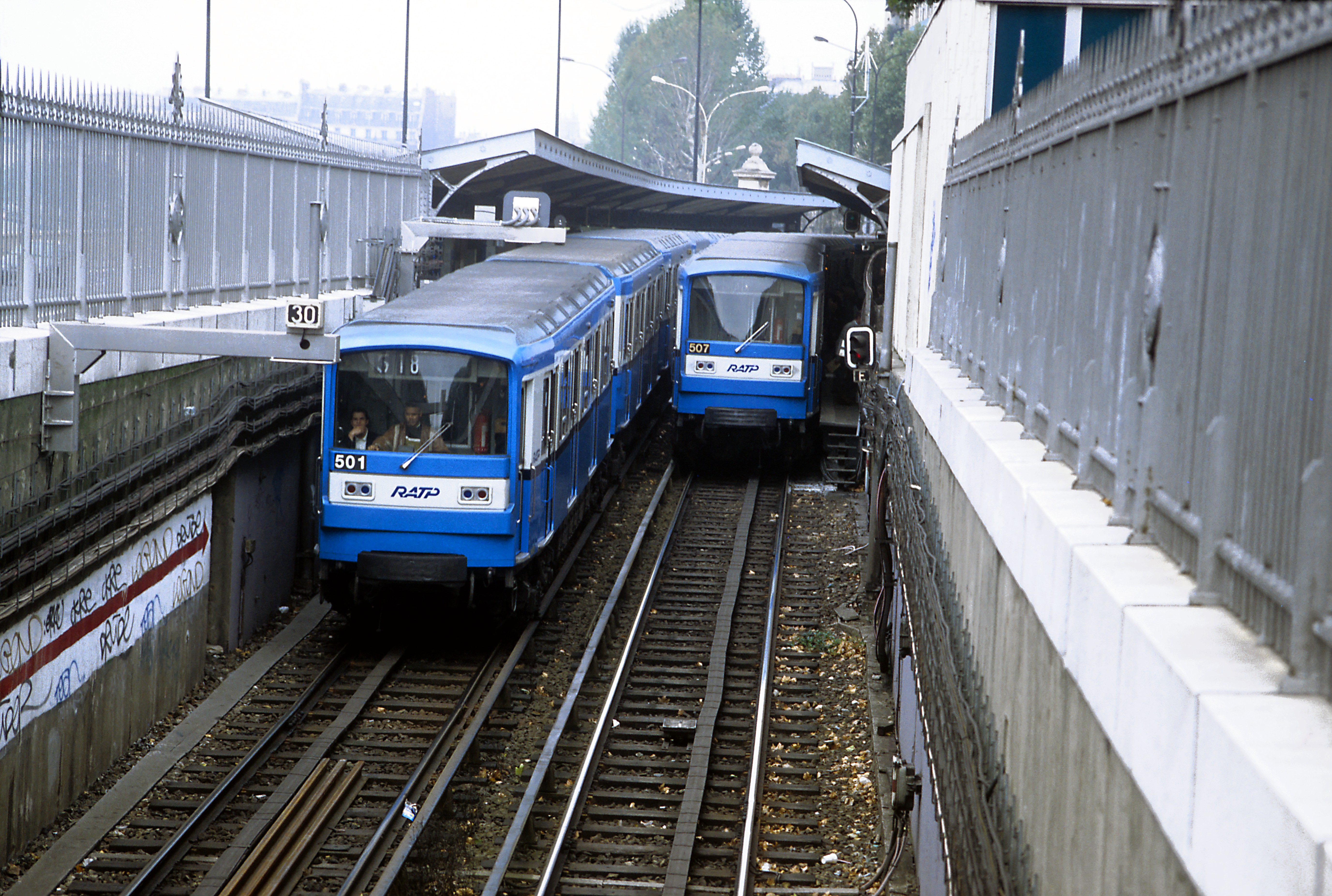
Begegnung zweier MF 67 an der Station Quai de la Rapée, 1992

Wegen des erhöhten Energiebedarfs und der im Tunnel unerwünschten Wärmeentwicklung erwies es sich als nicht sinnvoll, alle Linien auf luftbereifte Fahrzeuge umzustellen. Deshalb musste die Entwicklung neuer Fahrzeuge für das konventionelle System in Auftrag gegeben werden. Die Triebzüge des Typs MF 67 sind mit Triebdrehgestellen ausgestattet, die je nach Bauserie über ein oder zwei angetriebene Radsätze verfügen. Die Fortschritte, die bei der Entwicklung der Drehgestelle und der Federung erzielt wurden, sowie die Verwendung von Radsätzen mit gummigefederten Rädern führen zu einem ähnlich hohen Fahrkomfort wie bei den gummibereiften Zügen. In der ursprünglichen Ausführung besaßen die Wagen der zweiten Klasse außen einen grünen und die der ersten Klasse einen gelben Streifen. Anfang der 1980er Jahre wurden die Züge blau lackiert und mit einem weißen Streifen versehen. Seit Anfang der 1990er Jahre sind sie weiß und besitzen einen hellgrünen Streifen.
Die Züge der ersten Serie dieses Typs (MF 67 A) wurden ausschließlich aus Triebwagen gebildet. Bei den später gebauten Serien (MF 67 D, MF 67 E und MF 67 F) entschied man sich jedoch aus wirtschaftlichen Gründen dazu, nur jeweils drei der fünf Wagen mit Fahrmotoren zu versehen. Aus den Triebwagen der Serie A wurden zusammen mit neu gebauten Mittelwagen die Züge der Serien MF 67 B und MF 67 C gebildet.

#### Der MF 77

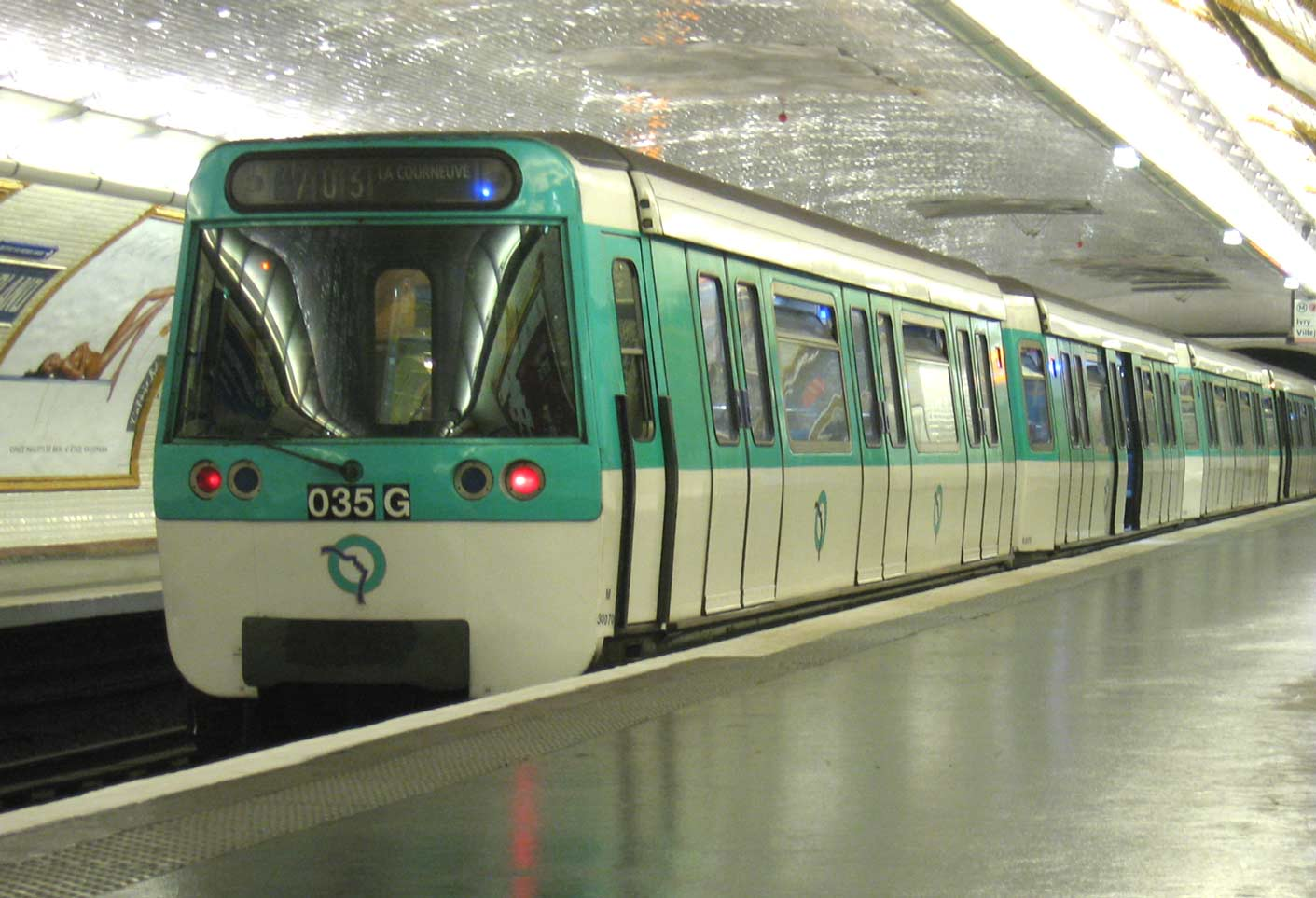
Zug der Bauart MF 77 der Linie 7 in der Station Sully – Morland

Diese Züge wurden für den Einsatz auf den Linien bestellt, die über die Pariser Stadtgrenzen hinaus in die Banlieue führen und aufgrund der großen Abstände zwischen den Stationen eine hohe Fahrgeschwindigkeit erfordern. Bei der Entwicklung wurden die Ergebnisse einer vorher unter Fahrgästen durchgeführten Umfrage berücksichtigt.
Die Züge des Typs MF 77 bestehen aus jeweils fünf Wagen und verfügen über eine Motorleistung von 1500 kW. Bei ihrer Auslieferung zwischen 1978 und 1986 waren sie vollständig weiß lackiert. Sie sind leicht an ihrer bauchigen Form erkennbar, die das verfügbare Lichtraumprofil optimal ausnutzt und somit viel Platz für die Fahrgäste bietet. Heute werden diese Züge auf den Linien 7, 8 und 13 eingesetzt und seit 2007 renoviert.

#### Der BOA und seine Nachfolger MF 88 und MP 89

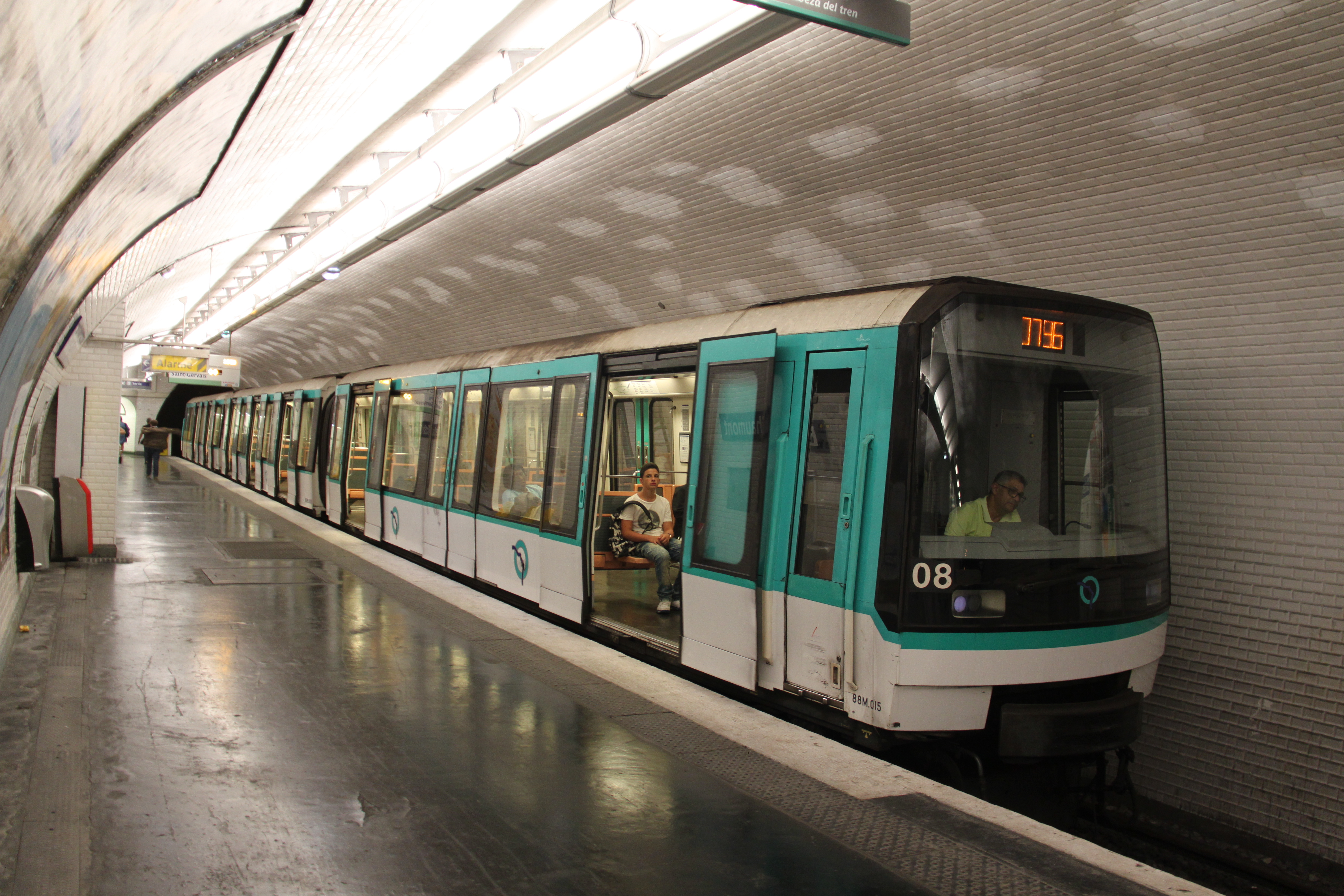
MF 88 in der Station Buttes Chaumont

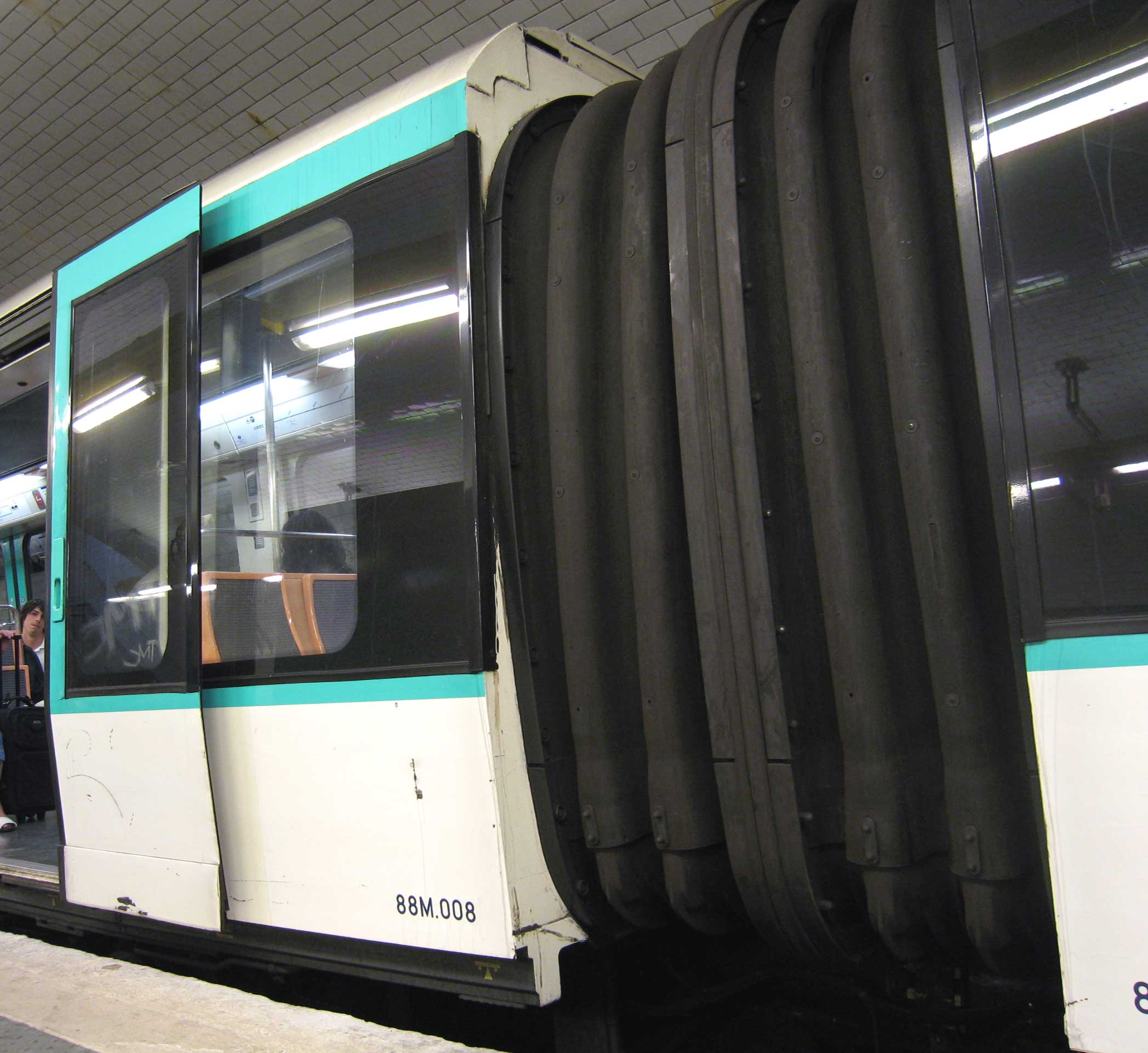
Faiveley-Übergang beim MF 88

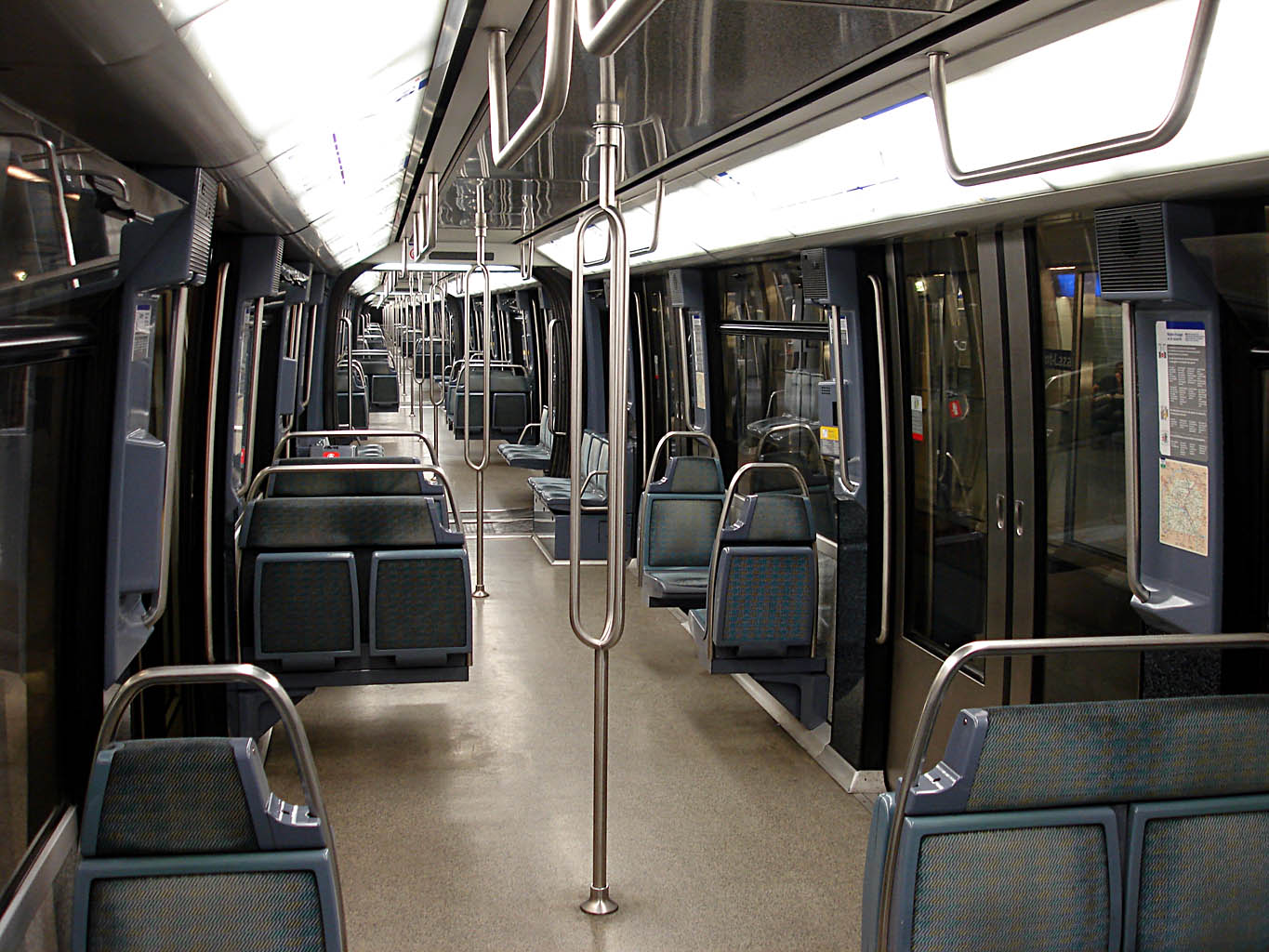
Innenraum eines MP 89 CA der Linie 14

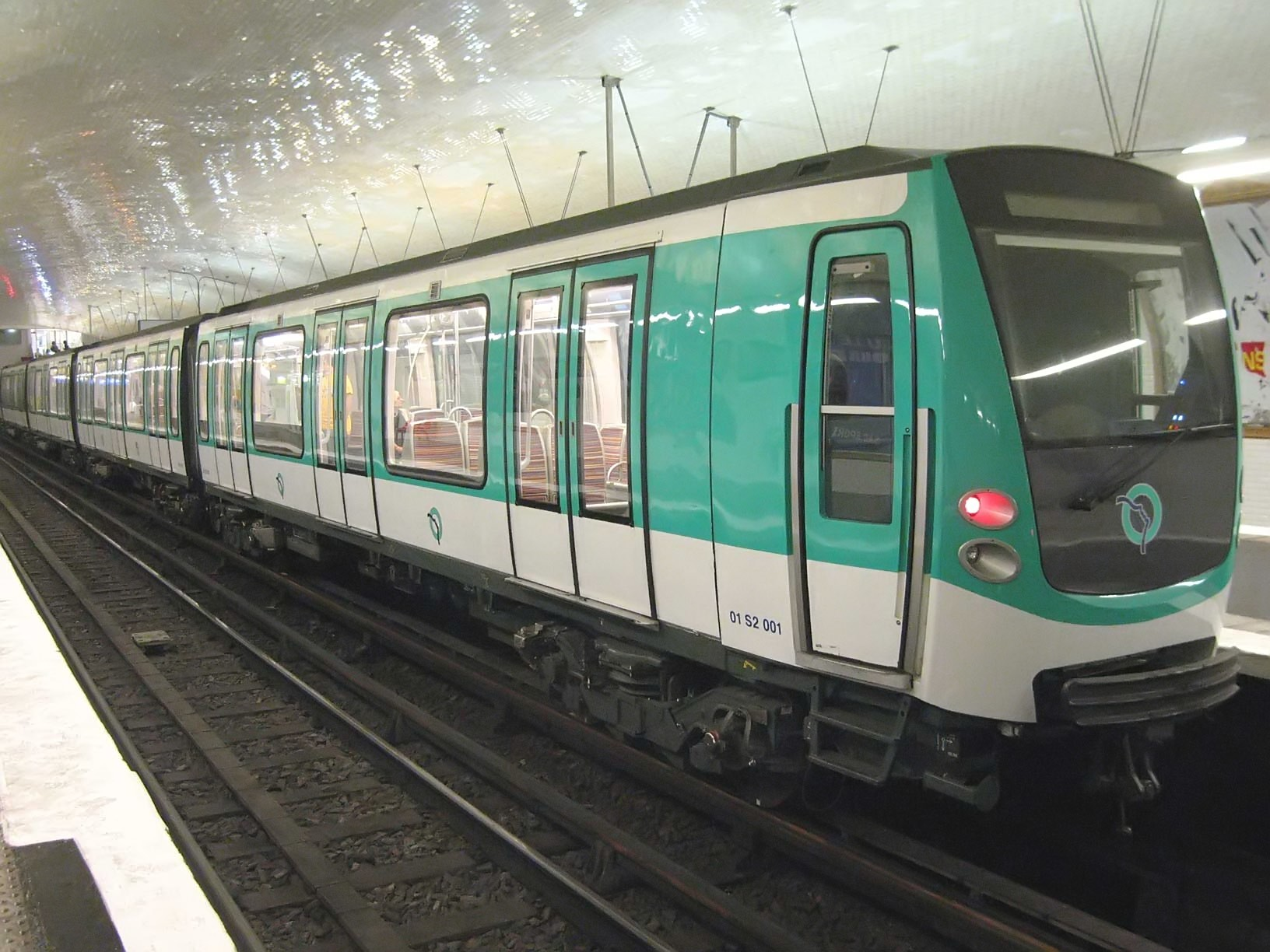
Zug des Typs MF 01 in der Station Porte d’Ivry

##### Der Boa
Nach der Untersuchung verschiedener technischer Möglichkeiten zur Ablösung der Züge des Typs MF 67, die bis heute auf einem Großteil des Pariser Metronetzes eingesetzt werden, baute die RATP im Jahr 1985 in der Werkstätte Vaugirard einen Prototyp, den sogenannten Boa. Er entstand aus drei MF 77-Wagen, den Resten eines verunfallten Zuges. Die Wagen wurden von 15 m auf 10 m verkürzt. Der Zug wurde vollständig durchgängig gebaut. Die Durchgangsmöglichkeit durch den gesamten Zug erlaubte eine bessere Verteilung der Reisenden, außerdem wurden neuartige Drehgestelle getestet, die in den engen Bögen des Pariser U-Bahn-Netzes die Lärmbelästigung und die Abnutzung der Schienen verringerten. Später wurde daraus eine vierteilige Version, bei der drei Arten von Übergängen zwischen den einzelnen Wagen von drei verschiedenen Anbietern getestet wurden.
Der Boa war von 1985 bis 1993 in Betrieb, davon ab 31. Dezember 1990 auf der Linie 5 im fahrplanmäßigen Einsatz. Wegen seiner Kürze und des Fehlens der Pilotage Automatique wurde er nur von Montag bis Freitag in verkehrsschwachen Tageszeiten eingesetzt. Er stand danach mehrere Jahre auf einem Abstellgleis und wurde 1999 verschrottet.

##### Der MF 88
Die kleine Serie der Züge des Typs MF 88, neun Züge mit jeweils drei Wagen, die seit 1993 auf der kurzen Linie 7bis eingesetzt werden, ist die erste praktische Anwendung dieses Experiments. Trotz der Ausrüstung mit radial einstellbaren Radsätzen, einer Durchgangsmöglichkeit zwischen den Wagen, Drehstromasynchronmotoren und einem energieeffizienten Bremssystem bilden sie teilweise einen Misserfolg, da sie hohe Unterhaltskosten verursachen.
Die Züge bestehen aus drei Wagen von je 15,5 m Länge. Sie besitzen je Seite drei Schiebetüren mit einer Durchgangsbreite von 1,586 m. Die Wagenkasten bestehen aus stranggepresster Aluminiumlegierung. Ein Differential erlaubt, dass die Räder unabhängig voneinander auf den Schienen abrollen.
Die Züge werden von vier Motoren mit je 210 kW Leistung angetrieben. Die Stromversorgung wird durch einen GTO-Thyristor gesteuert.

##### Der MP 89
Der zweite direkte Nachfolger des Prototyps BOA ist der gummibereifte Fahrzeugtyp MP 89, der von 1997 bis 2012 auf der Linie 1, seit 1998 in einer führerlosen Version auf der Linie 14 und seit 2011 auf der Linie 4 eingesetzt wird. Bei diesen Zügen wurden die Durchgangsmöglichkeit zwischen den Wagen und die Innenausstattung vom BOA übernommen. Wie beim MF 88 sind die Wagenkästen aus Aluminium gefertigt. Die Züge, die aus sechs Wagen bestehen, verfügen über eine Motorleistung von 2000 kW. Das führerlose Steuerungssystem SAET, das auf der Linie 14 zum Einsatz kommt, ist eine Weiterentwicklung des Steuerungssystems des Véhicule automatique léger (VAL).

#### Der MF 01
Der MF 01 ist ein Fahrzeugtyp des konventionellen Systems, der seit Anfang 2008 schrittweise die MF-67-Züge auf den Linien 2, 5 und 9 ersetzt. Die Entwicklung und Konstruktion war ein Kooperationsprojekt von Alstom und Bombardier, den beiden wichtigsten französischen Herstellern von Schienenfahrzeugen, und einigen anderen Unternehmen. Bei diesen neuen Zügen ist wie beim Typ MP 89 ein Durchgang durch den gesamten Zug möglich. Sie sind für eine manuelle Steuerung mit Fahrer ausgestattet. Außerdem verfügen sie über eine gekühlte Belüftung, allerdings nicht über eine Klimaanlage. Anders als bei älteren Fahrzeugen befinden sich in den MF-01-Zügen nur jeweils drei statt vier Sitzplätze nebeneinander, wodurch die Gesamtzahl der Sitze geringer, aber mehr Platz für stehende Fahrgäste vorhanden ist. Jeder Zug verfügt über drei Triebwagen mit einer Gesamtleistung von 1800 kW sowie zwei nicht motorisierte Mittelwagen. Bei der Entwicklung wurde viel Wert auf leise Fahrgeräusche gelegt.

#### Der MP 05

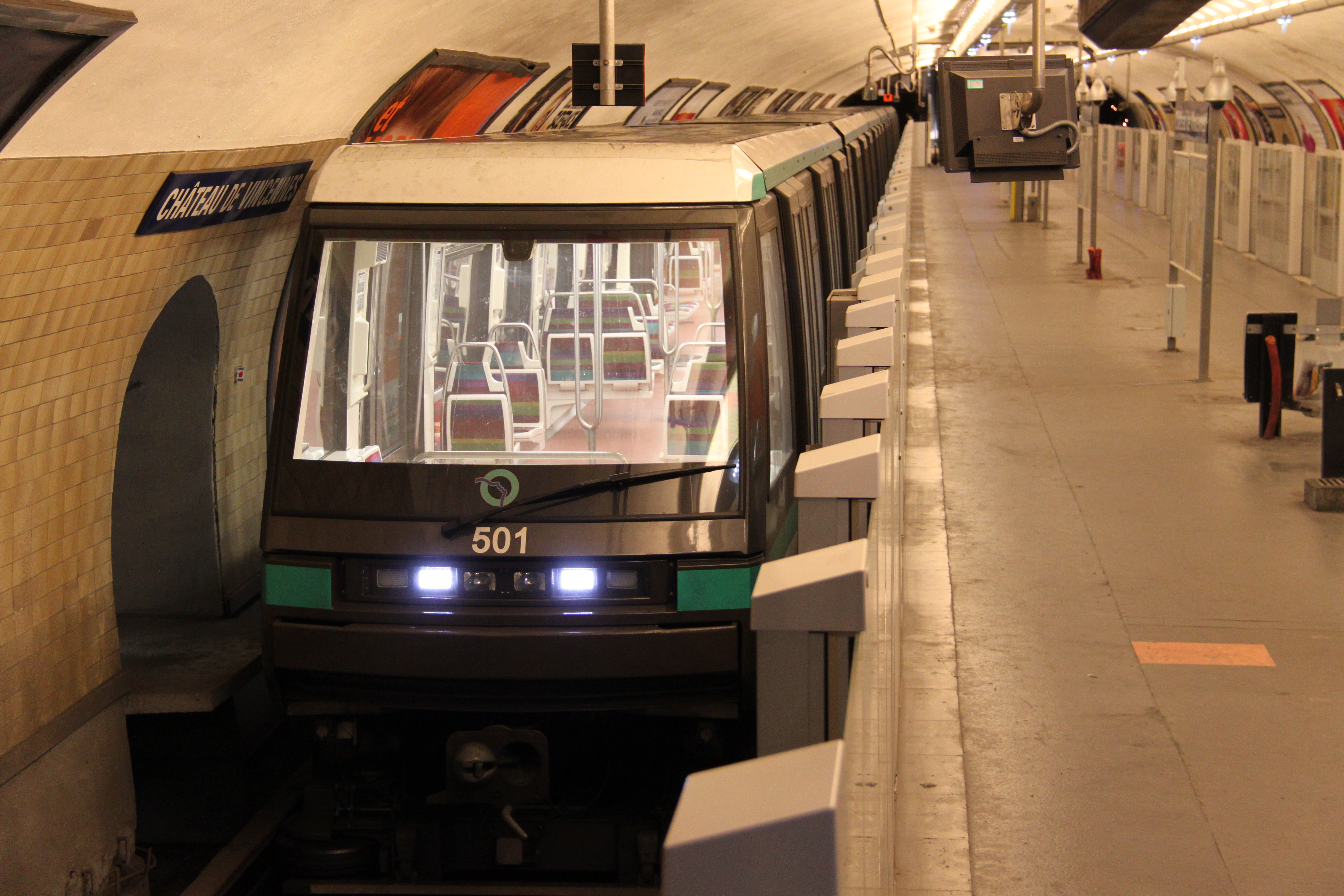
MP 05 im Bahnhof Château de Vincennes

Als Anfang der 2000er Jahre die Automatisierung der Linie 1 geplant wurde, zog man dafür zwei Möglichkeiten in Betracht: den Umbau der Baureihe MP 89 CC für den führerlosen Betrieb oder die Bestellung neuer automatischer Züge. Die RATP entschied sich schließlich für die zweite Lösung, da es auf diese Art möglich wurde, die alten Züge des Typs MP 59 auf der Linie 4 durch die moderneren MP 89 CC zu ersetzen. Die Lieferung der neuen Baureihe MP 05 begann 2009 und dauerte bis Frühjahr 2013 an; die Inbetriebnahme des ersten Zuges erfolgte im Mai 2011. Äußerlich unterscheiden sich die MP 05 kaum von den MP 89, allerdings wurde der Innenraum überarbeitet und mit einem modernen Fahrgastinformationssystem ausgestattet. Die Züge bestehen aus sechs Wagen und sind etwa 90 Meter lang. 56 Triebzüge werden auf der Linie 1, elf Züge auf der Linie 14 eingesetzt.

#### Der MP 14

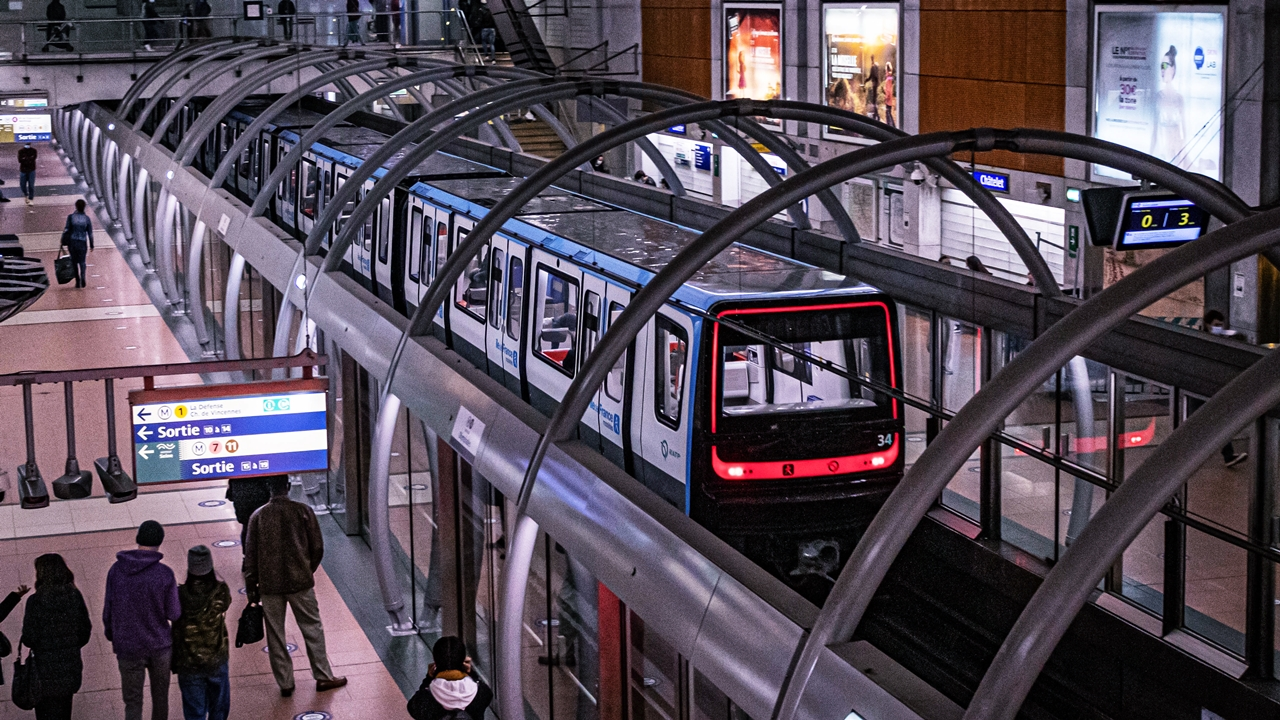
MP 14 auf der Linie 14

Für den Einsatz auf den vollautomatischen Linien 4 und 14, sowie der Linie 11 wurde ein neuer Fahrzeugtyp von Alstom entwickelt. Die gummibereiften Züge verkehren mit fünf (Linie 11), sechs (Linie 4) und erstmals acht Wagen (Linie 14). Die ersten der 72 Züge für die Linie 14 sind in Betrieb. Anfang Juni 2023 begann die Umstellung der Linie 11 auf die Baureihe MP 14.

## Aktueller Fahrzeugpark
Der aktuelle Fahrzeugpark der Métro Paris ist in zwei Kategorien aufgeteilt:
- die gummibereiften Züge (Abkürzung: MP)
- die konventionellen Züge mit Radsätzen in Regelbauart (Abkürzung: MF)

Die Fahrzeugtypen werden außerdem nach dem Jahr ihrer Entwicklung oder Bestellung benannt, so handelt es sich beispielsweise bei Zügen des Typs MF 77 um konventionelle Züge, die im Jahr 1977 bestellt wurden, und beim Typ MP 89 um gummibereifte, 1989 bestellte Züge.
Abkürzungen in den Tabellen:
- M = Triebwagen („motrice“), auch ohne Führerstand mittig eingereiht (z. B. Baureihe MF 67)
- R = Beiwagen („remorque“), auch Steuerwagen („remorque pilote“, z. B. Baureihe MP 89)
- N = Triebwagen ohne Führerstand
- NA = Triebwagen ohne Führerstand, 1. Klasse
- S = Steuerwagen
- A, B, AB = Beiwagen 1., 2. und 1./2. Klasse

### Gummibereifte Fahrzeugtypen

#### MP 59

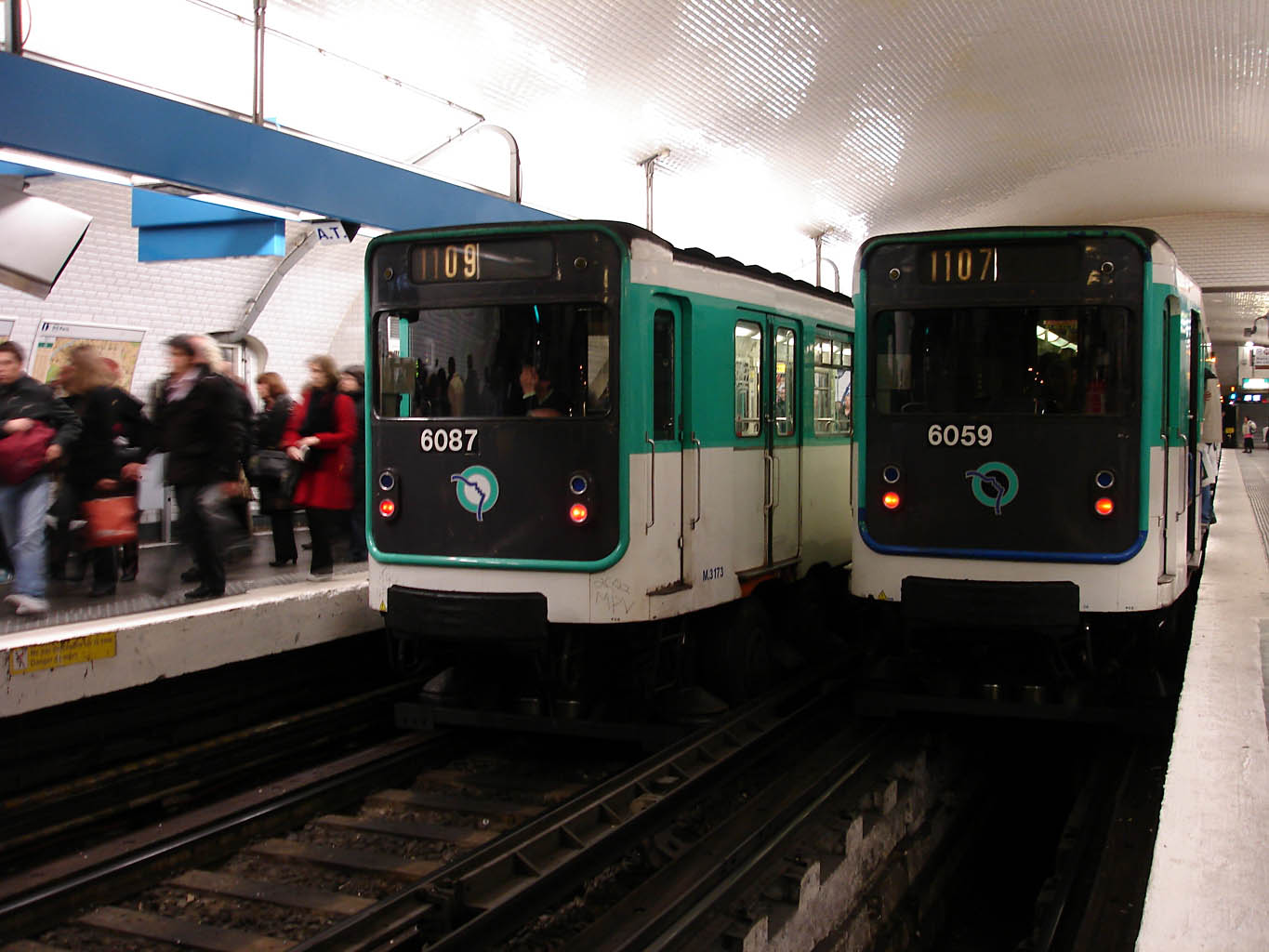
MP 59 in der Station Châtelet

- Gesamtbestand: 100 Züge
- Davon ausgemustert: 76 Züge
- Einsatz auf folgenden Linien:

| Linie | Bauzeitraum der Züge | Anzahl der Züge | Zugzusammenstellung | Sonstiges |
| ----- | -------------------- | --------------- | ------------------- | --------- |
| 11    | 1963–1968            | 24              | M+M+R+M             |           |

#### MP 73

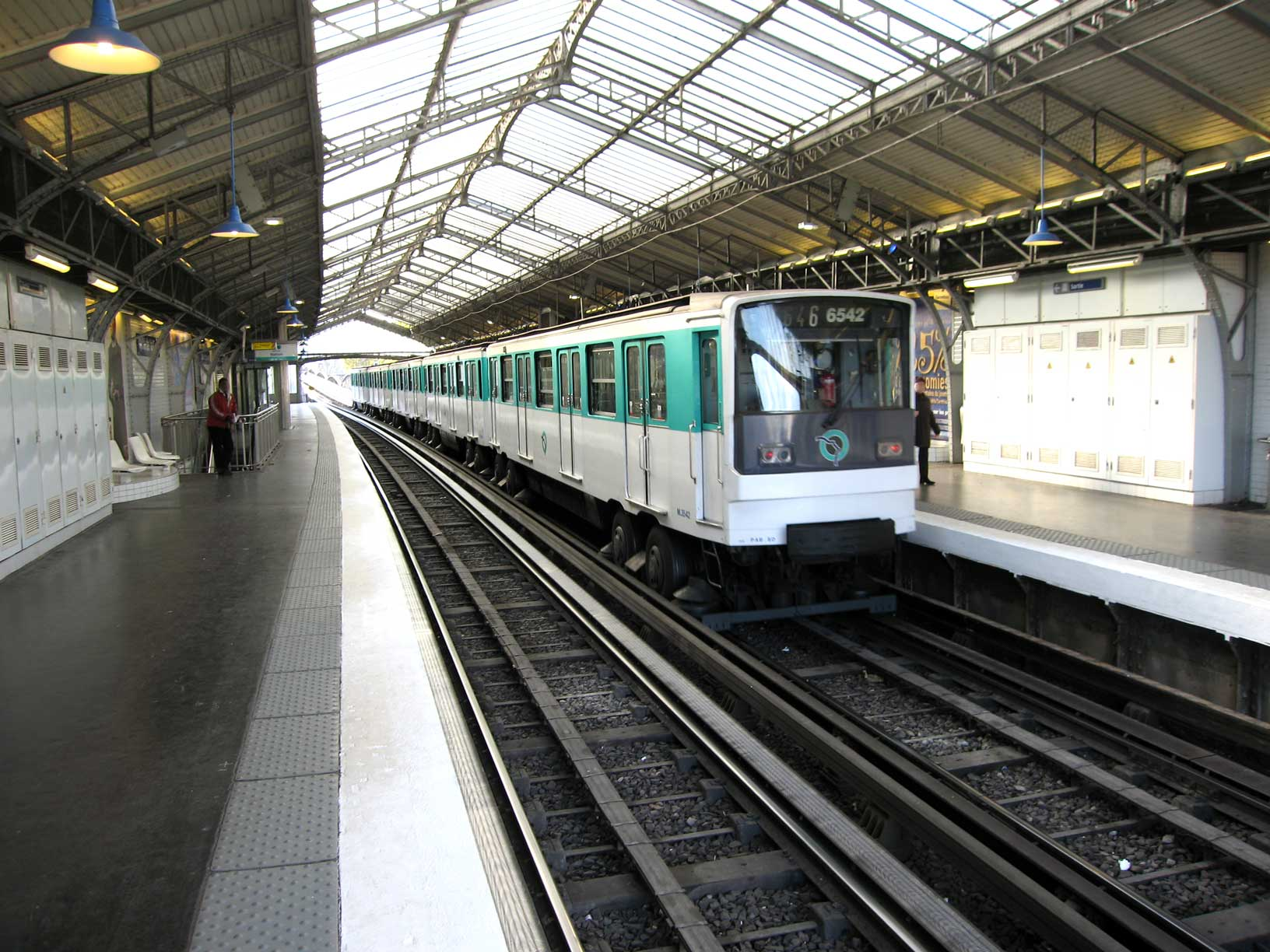
MP 73 in der Station Quai de la Gare

- Gesamtbestand: 50 Züge
- Davon ausgemustert: 4 Züge
- Einsatz auf folgenden Linien:

| Linie | Bauzeitraum der Züge | Anzahl der Züge | Zugzusammenstellung | Sonstiges                                                      |
| ----- | -------------------- | --------------- | ------------------- | -------------------------------------------------------------- |
| 06    | 1974–1976            | 45              | M+M+R+R+M           |                                                                |
| 11    | 1974–1976            | 1               | M+M+R+M             | wurde im August 2009 von der Linie 6 auf die Linie 11 versetzt |

#### MP 89
- Gesamtbestand: 73 Züge

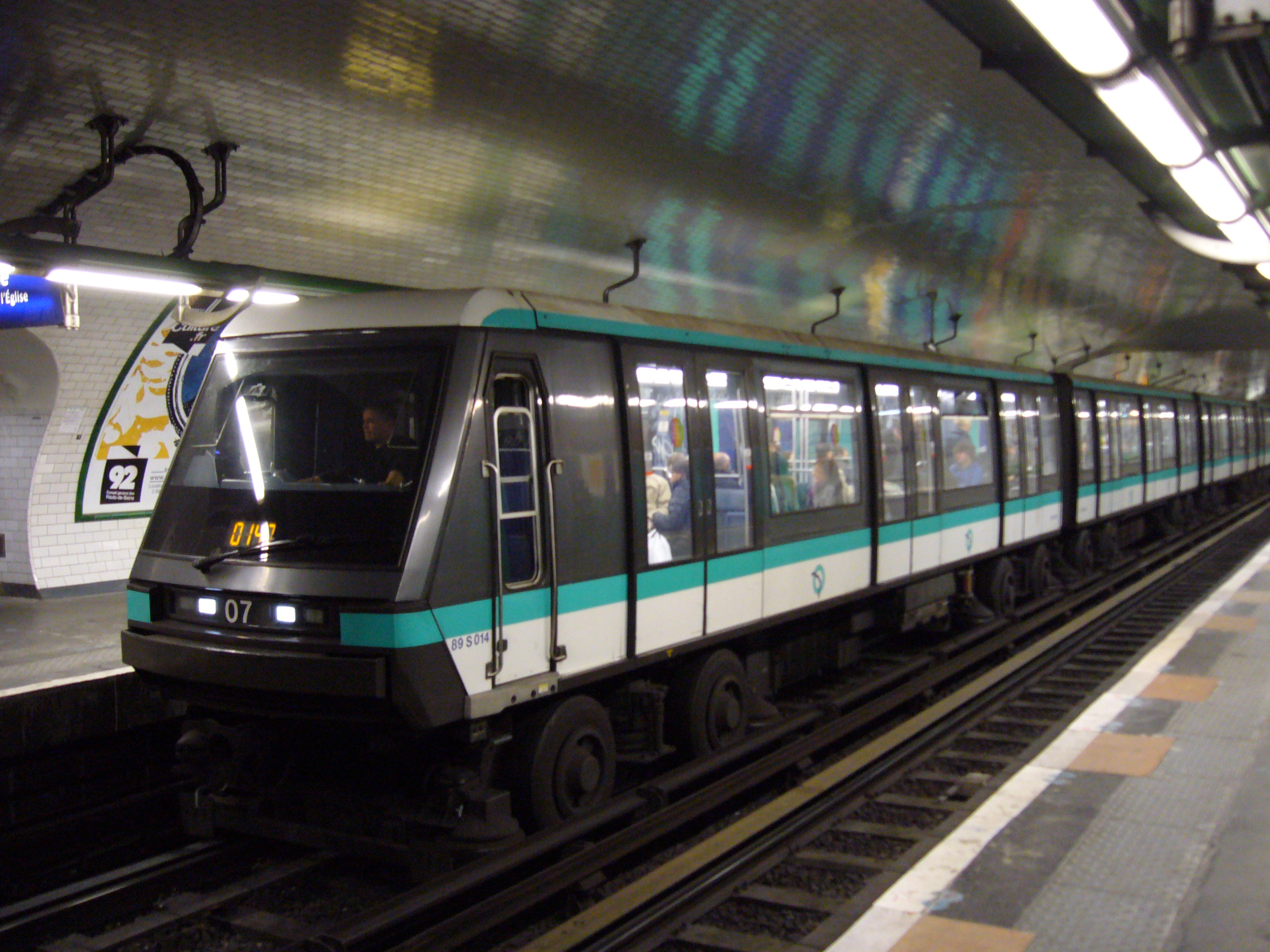
MP 89 CC in der Station Pont de Neuilly

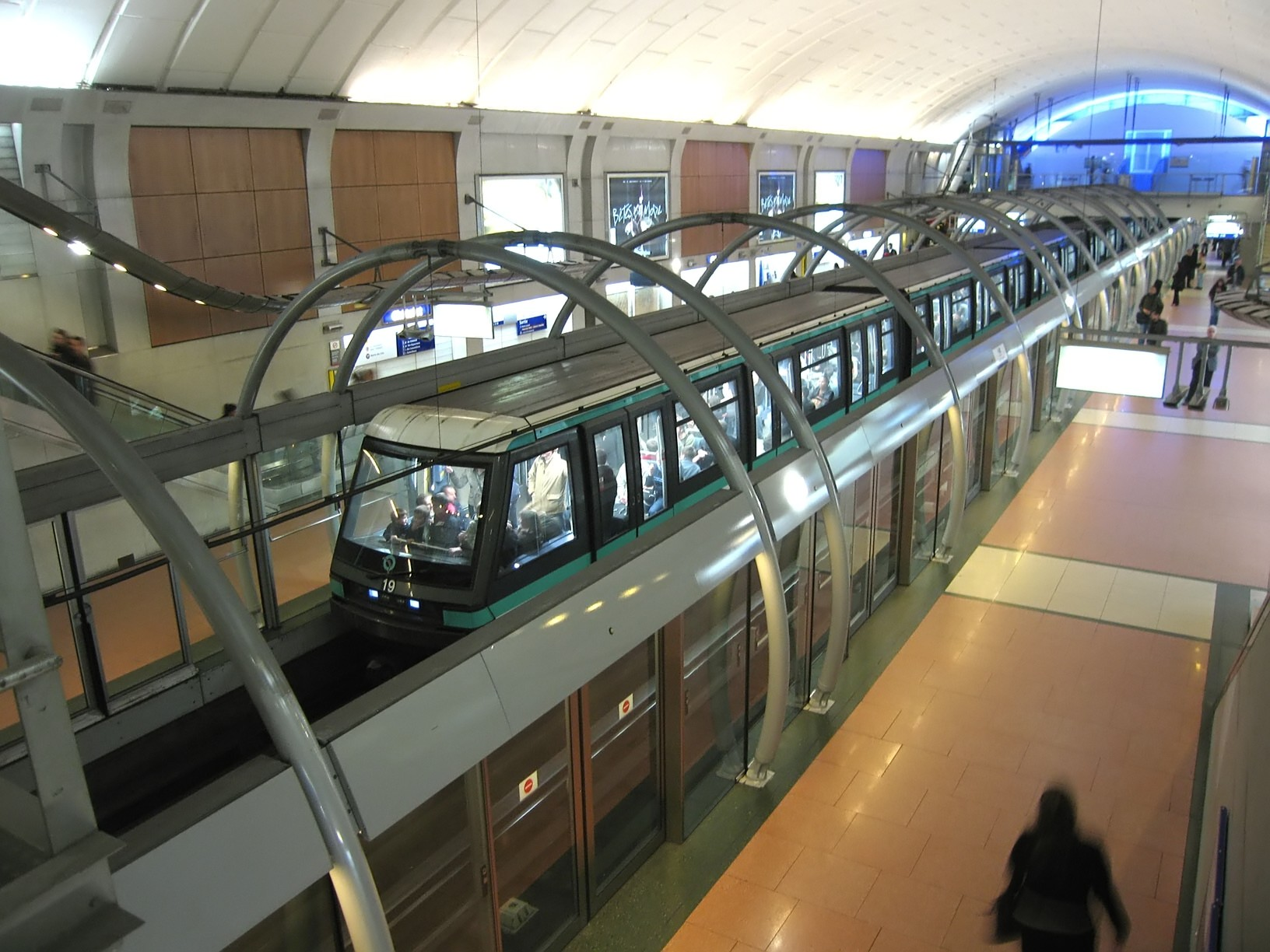
MP 89 CA in der Station Châtelet

- Versionen: Es existieren zwei verschiedene Versionen des MP 89: der MP 89 CC für manuellen Betrieb mit Triebfahrzeugführer und der MP 89 CA zum automatischen, führerlosen Betrieb.
- Einsatz auf folgenden Linien:

| Linie | Fahrzeugversion | Bauzeitraum der Züge | Anzahl der Züge | Zugzusammenstellung | Sonstiges |
| ----- | --------------- | -------------------- | --------------- | ------------------- | --- |
| 06    | MP 89 CC        | 1997–2000            | 52              | R+M+M+M+M+R         | Wurden ab Mai 2011 von der Linie 1 auf die Linie 4 versetzt. Am 21. Dezember 2012 wurden dort die Züge des Typs MP 59 vollständig ausgemustert. 2023 auf die Linie 6 versetzt. |
| 04    | MP 89 CA        | 1994–2000            | 21              | R+M+M+M+M+R         | werden führerlos betrieben |

#### MP 05

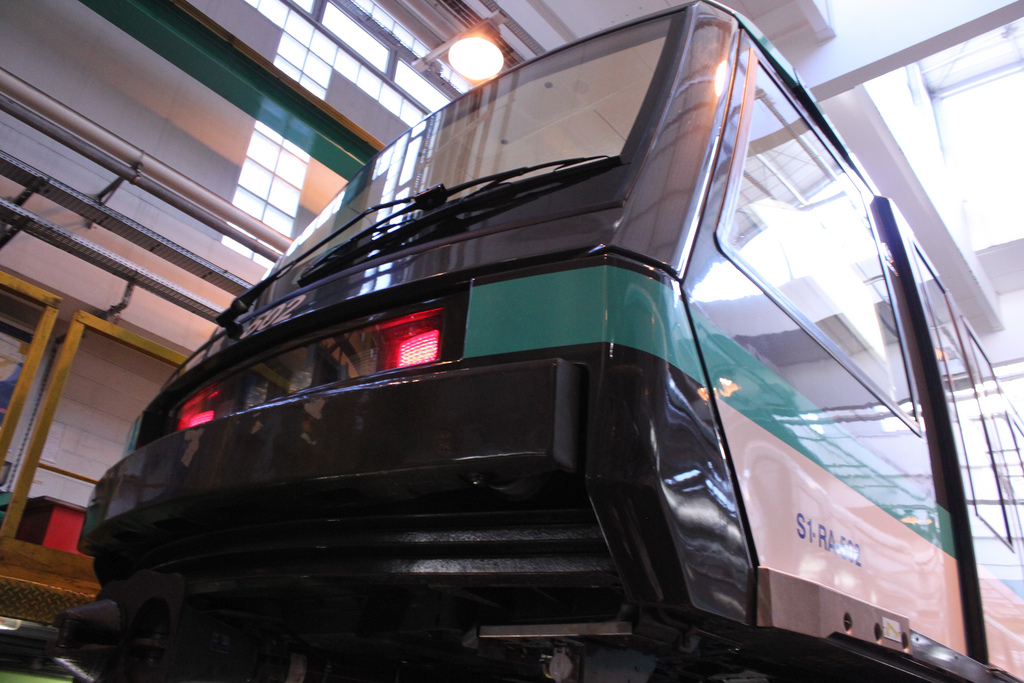
MP 05 im Betriebshof Fontenay

- Gesamtbestand: 67 Züge
- Einsatz auf folgenden Linien:

| Linie | Bauzeitraum der Züge | Anzahl der Züge | Zugzusammenstellung | Sonstiges |
| ----- | -------------------- | --------------- | ------------------- | --- |
| 01    | 2008–2013            | 56              | R+M+M+M+M+R         | werden führerlos betrieben, Auslieferung lief bis Anfang 2013                                                                               |
| 14    | 2014–2015            | 11              | R+M+M+M+M+R         | 18 Fahrzeuge wurden bestellt, um den Verkehr auf der Linie 14 im Rahmen der geplanten Verlängerung nach Mairie de Saint-Ouen zu verstärken. |

#### MP 14
- Gesamtbestand: 131 Züge bestellt
- Einsatz auf folgenden Linien:

| Linie | Bauzeitraum der Züge | Anzahl der Züge | Zugzusammenstellung | Sonstiges                  |
| ----- | -------------------- | --------------- | ------------------- | -------------------------- |
| 14    | 2020–                | 72              | 8 Wagen             | werden führerlos betrieben |
| 04    | 2022–                | 20              | R+M+M+M+M+R         | werden führerlos betrieben |
| 11    | 2023–                | 39              | R+M+M+M+R           |                            |

### Konventionelle Fahrzeugtypen

#### MF 67

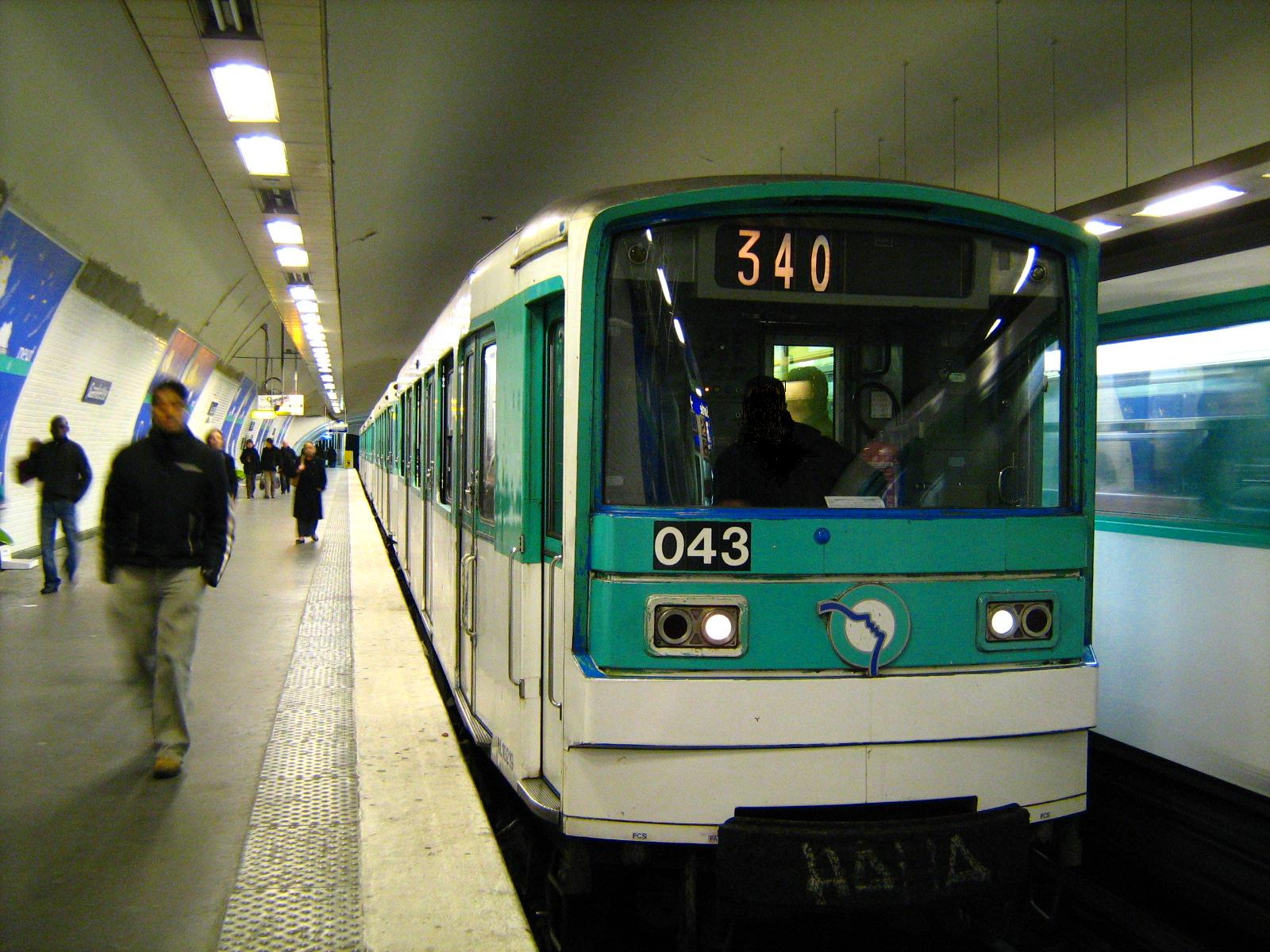
MF 67 in der Station Gambetta vor der Renovierung

- Gesamtbestand: 298 Züge
- Davon ausgemustert: 86 Züge
- Einsatz auf folgenden Linien:

| Linie | Bauzeitraum der Züge | Anzahl der Züge | Zugzusammenstellung  | Sonstiges                                                           |
| ----- | -------------------- | --------------- | -------------------- | ------------------------------------------------------------------- |
| 03    | 1967–1978            | 47              | M+R+M+R+M, R+M+M+M+R | wurden zwischen 2005 und 2008 renoviert                             |
| 03bis | 1967–1978            | 6               | M+R+M                | wurden zwischen 1994 und 1997 renoviert, keine Klappsitze vorhanden |
| 05    | 1967–1978            | 15              | M+M+R+R+M            | werden seit 2011 durch Züge des Typs MF 01 ersetzt                  |
| 10    | 1967–1978            | 29              | M+M+R+R+M, R+M+M+M+R | wurden zwischen 2002 und 2004 renoviert                             |
| 12    | 1967–1978            | 45              | R+M+M+M+R, M+M+R+R+M | wurden zwischen 2002 und 2004 renoviert                             |

#### MF 77

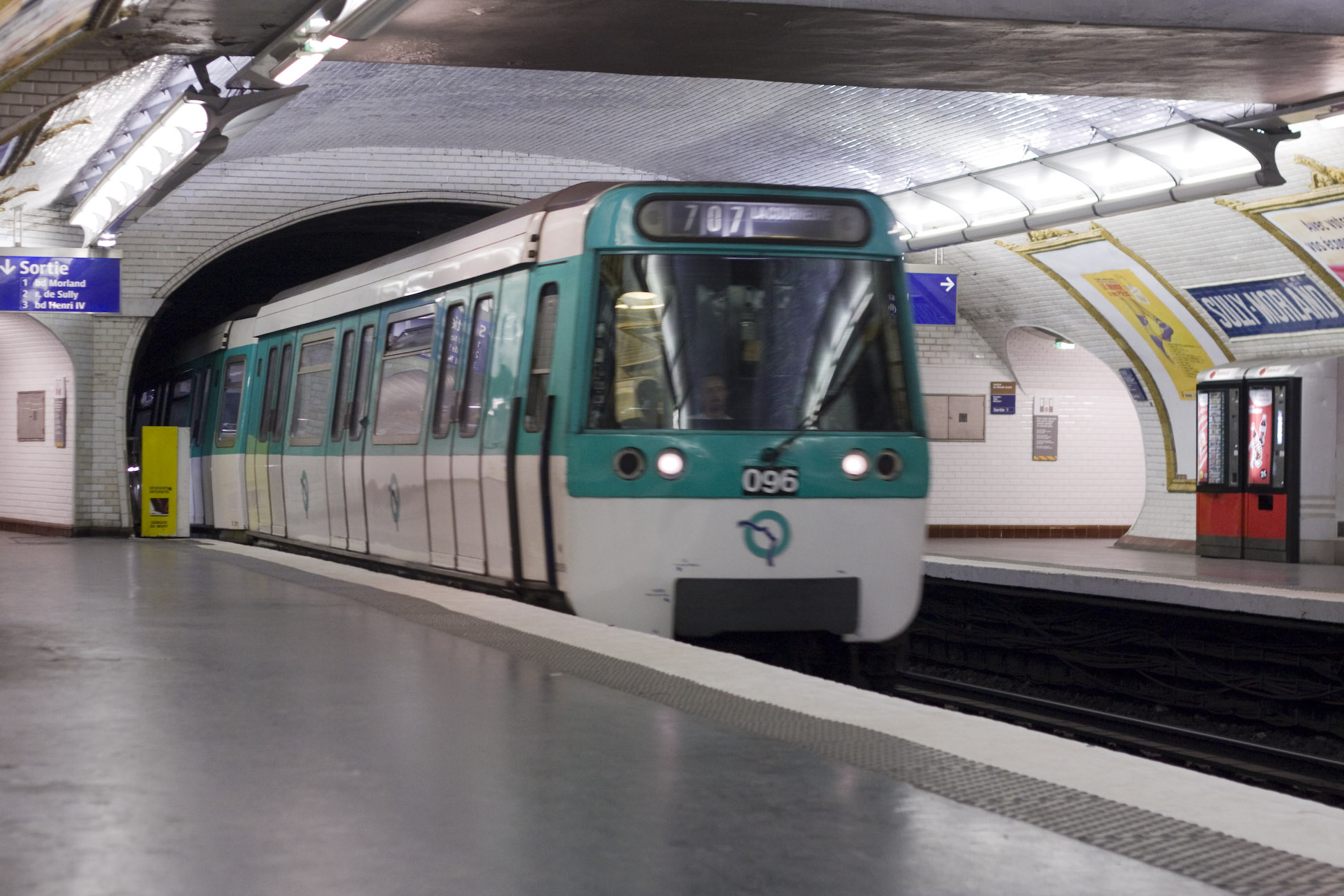
MF 77 in der Station Sully – Morland

- Gesamtbestand: 197 Züge
- Davon ausgemustert: 1 Zug
- Einsatz auf folgenden Linien:

| Linie | Bauzeitraum der Züge | Anzahl der Züge | Zugzusammenstellung | Sonstiges                               |
| ----- | -------------------- | --------------- | ------------------- | --------------------------------------- |
| 07    | 1978–1986            | 71              | M+R+M+R+M           |                                         |
| 08    | 1978–1986            | 59              | M+R+M+R+M           |                                         |
| 13    | 1978–1986            | 66              | M+R+M+R+M           | wurden zwischen 2007 und 2011 renoviert |

#### MF 88

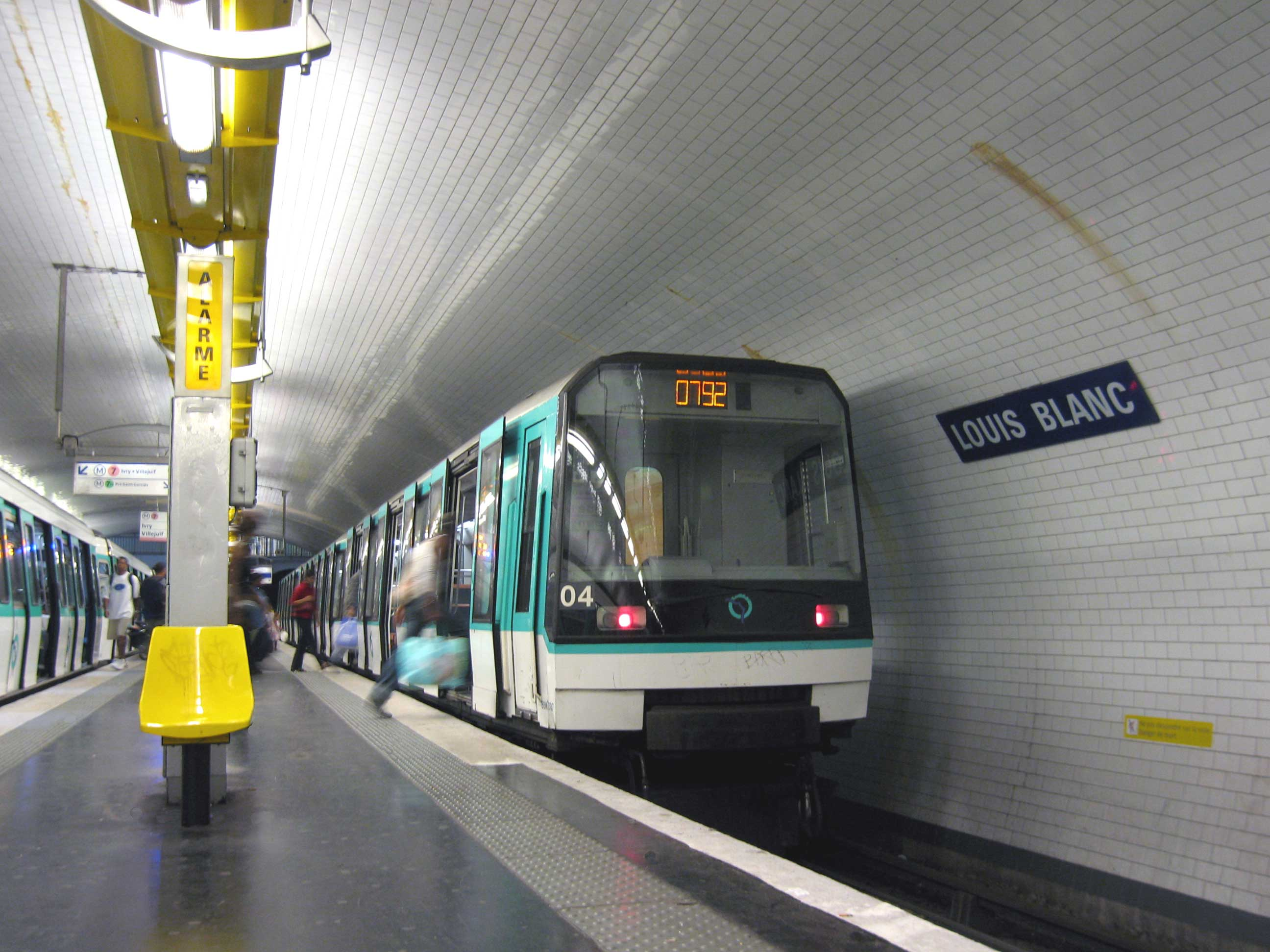
MF 88 in der Station Louis Blanc

- Gesamtbestand: 9 Züge
- Einsatz auf folgenden Linien:

| Linie | Bauzeitraum der Züge | Anzahl der Züge | Zugzusammenstellung | Sonstiges |
| ----- | -------------------- | --------------- | ------------------- | --------- |
| 07bis | 1992–1994            | 9               | M+R+M               |           |

#### MF 01

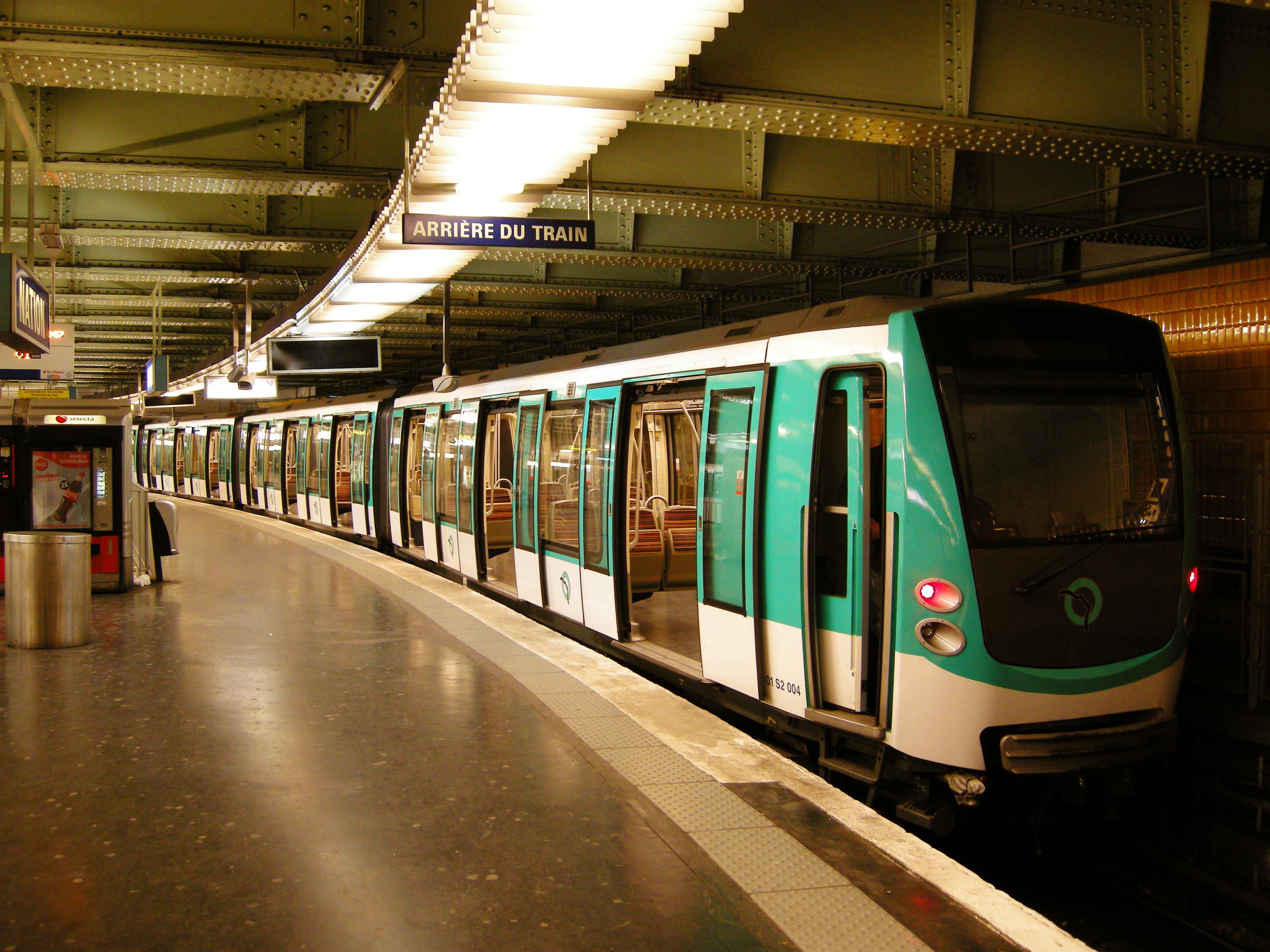
MF 01 in der Station Nation

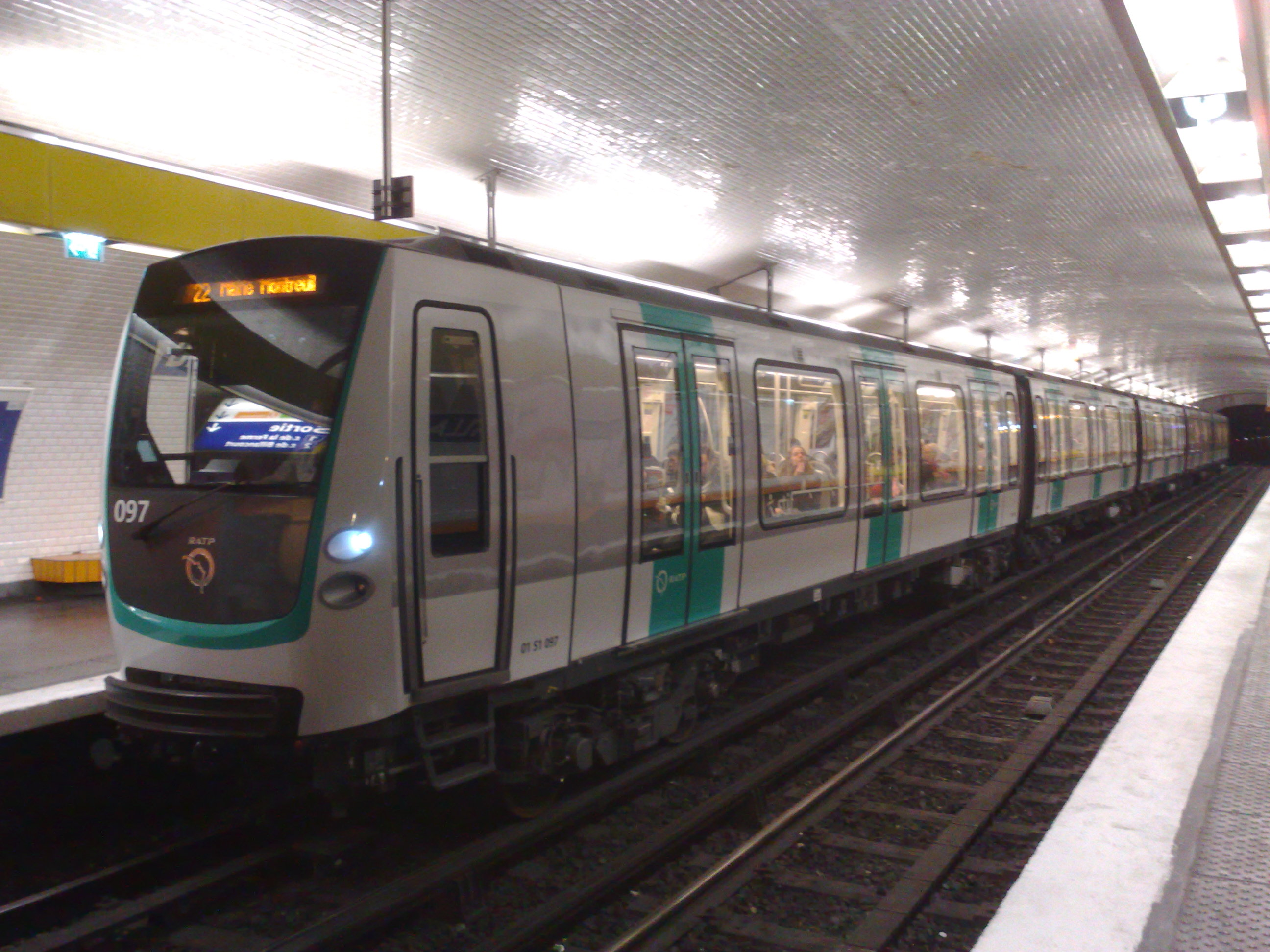
Neu gelieferter MF 01 in neuem Design auf der Linie 9 (November 2013).

Diese Baureihe bietet gegenüber den vorhergehenden Baureihen eine Reihe von kleineren Änderungen: breitere Türen erlauben schnelleres Aus- und Einsteigen; Energieersparnis bis zu 30 % durch Energierückgewinnung beim Bremsen; Züge sind voll durchgängig; verbessertes Informationssystem in den Zügen.
- Gesamtbestand: 172 Züge (2021)[14],
  - Zug mit der Nummer 001 ist für die Linie 9 bestimmt, befindet sich zu einer Generalüberholung in Valenciennes
  - davon auf der Linie 2: Züge mit den Nummern 002 – 045 und 172, 173
  - auf der Linie 5: Züge mit den Nummern 046 – 095 und 170, 171
  - auf der Linie 9: Züge mit den Nummern 096 – 169
  - ebenfalls auf der Linie 5 verkehrten zunächst die eigentlich für die Linie 9 vorgesehenen Züge
- Einsatz auf folgenden Linien:

| Linie | Bauzeitraum der Züge | Anzahl der Züge | Zugzusammenstellung | Sonstiges                                                                                          |
| ----- | -------------------- | --------------- | ------------------- | -------------------------------------------------------------------------------------------------- |
| 02    | 2007–2011 + 2017     | 46              | R+M+M+M+R           | für diese Linie vollständig ausgeliefert, ersetzten zwischen 2008 und 2011 die Züge des Typs MF 67 |
| 05    | 2010–2013 + 2017     | 52              | R+M+M+M+R           | ersetzten auf dieser Linie seit 2010 die Züge des Typs MF 67                                       |
| 09    | 2013–2017            | 74              | R+M+M+M+R           | ersetzten, beginnend mit 4 Zügen ab Oktober 2013, die Züge des Typs MF 67                          |

## Wagenreihungen

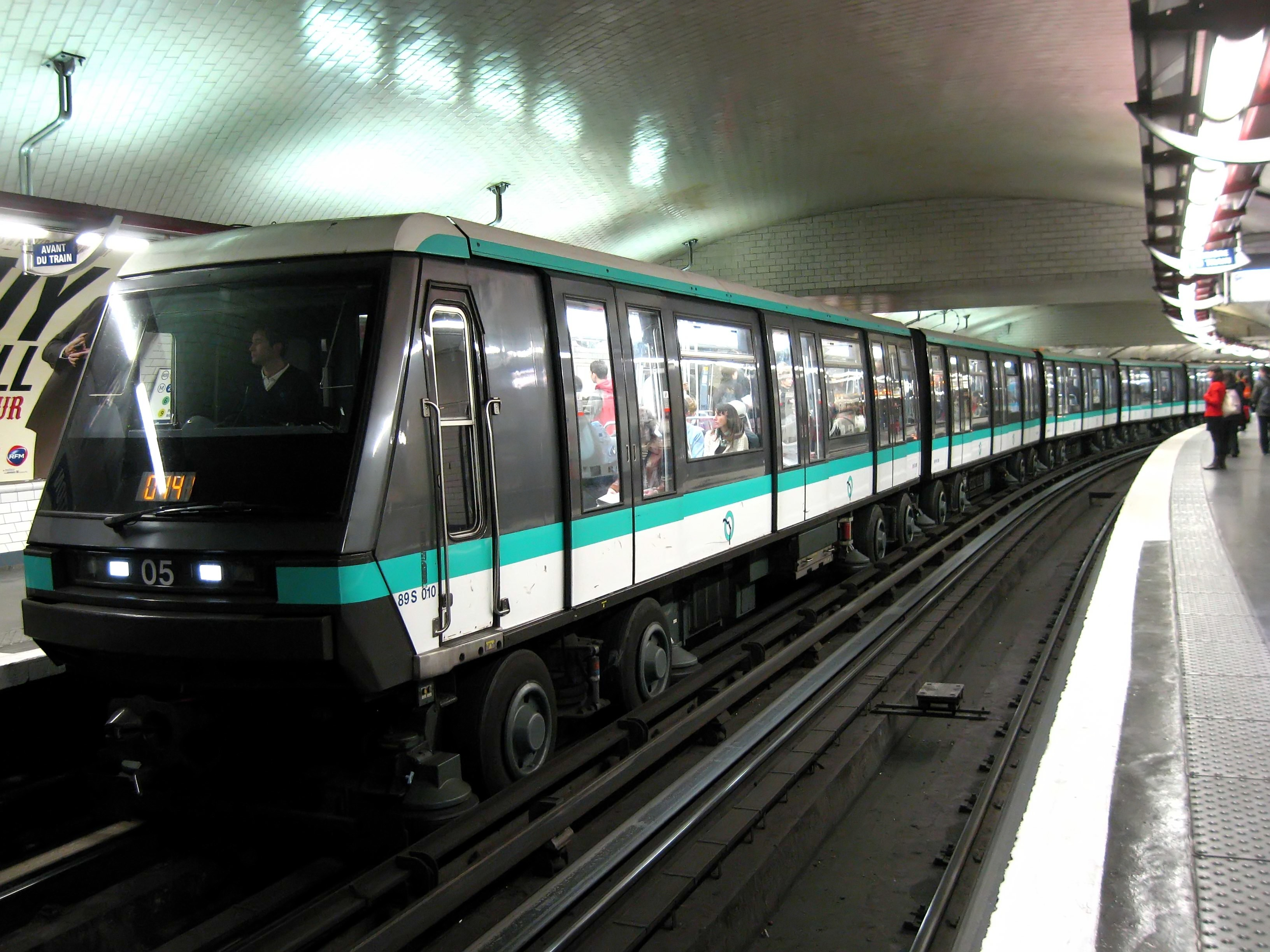
MP 89 CC in der Station Nation

Jeder einzelne Wagen eines Zuges wird mit einer der folgenden Abkürzungen bezeichnet, die durch die Identifikationsnummer des Fahrzeugs ergänzt wird. Obwohl die erste Klasse 1991 abgeschafft wurde, haben die Wagen der ehemaligen ersten Klasse, die vor diesem Jahr gebaut wurden, ihre Abkürzung behalten. Diese unterscheiden sich heutzutage jedoch nicht mehr von denen der ehemaligen zweiten Klasse.
- M steht für einen Triebwagen mit Führerstand
- S steht für einen Steuerwagen ohne Antrieb
- N steht für einen Triebwagen ohne Führerstand, der nach 1991 gebaut wurde bzw. bis 1991 der zweiten Klasse angehörte
- NA steht für einen Triebwagen der ehemaligen ersten Klasse ohne Führerraum
- A steht für einen Beiwagen der ehemaligen ersten Klasse
- B steht für einen Beiwagen, der nach 1991 gebaut wurde bzw. bis 1991 der zweiten Klasse angehörte
- AB steht für einen Beiwagen, der sowohl über Sitzplätze der ehemaligen zweiten als auch über solche der ehemaligen ersten Klasse verfügt

### Gummibereifte Züge
| Fahrzeugtyp                          | Wagenreihung |
| Nicht mehr eingesetzte Fahrzeugtypen |              |
| ------------------------------------ | ------------ |
| MP 51                                | M            |
| MP 55                                | M-N-AB-M     |
| MP 59 (außer Linie 11)               | M-N-B-AB-N-M |
| Aktuell eingesetzte Fahrzeugtypen    |              |
| MP 59 (Linie 11)                     | M-N-AB-M     |
| MP 73                                | M-N-A-B-M    |
| MP 89 CC                             | S-N-N-N-N-S  |
| MP 05                                | S-N-N-N-N-S  |

### Konventionelle Züge
| Fahrzeugtyp | Wagenreihung |
| ----------- | --- |
| MF 67       | - Serie A (nicht mehr im Einsatz): M-N-NA-N-M - Serie B (Einsatz auf den Linien 3, 10 und 12): S-N-NA-N-S - Serie C (Einsatz auf den Linien 3, 10 und 12): CM-B-NA-B-M - Serie D (Einsatz auf den Linien 3, 9 und 10): M-N-A-B-M - Serie E (Einsatz auf der Linie 10, ehemals auch Linie 2): M-N-A-B-M - Serie F (Einsatz auf der Linie 5): M-N-A-B-M |
| MF 77       | M-B-NA-B-M |
| MF 88       | M-B-M |
| MF 01       | S-N-N-N-S |

## Zukunft
Seit den 2010er-Jahren beschäftigt sich die RATP mit dem Ersatz der ältesten Fahrzeugtypen MP 59 und MF 67 durch Neufahrzeuge. Mit der Einführung der MP 14 auf den Linien ,  und  konnten Linienverlängerungen und Taktverdichtungen erfolgen.
Der MF 15 war der Arbeitstitel eines geplanten konventionellen Zugtyps, der die letzten MF-67-Züge auf den Linien 3, 10 und 12 ersetzen sollte.
2019 wurde mit einem Konsortium aus Bombardier und Alstom ein Rahmenvertrag über die Beschaffung von bis zu 410 Zügen des Typs MF 19 für den Einsatz auf den Linien 3, 3bis, 7, 7bis, 8, 10, 12 und 13 mit einem Gesamtwert von 2,4 Milliarden € innerhalb von 15 Jahren vereinbart, wobei in dem Rahmen eine erste Festbestellung für 44 Züge, die zwischen 2024 und 2026 für den Einsatz auf den Linien 3bis, 7bis und 10 in Betrieb genommen werden sollen, vereinbart wurde. Im März 2024 wurden aus dem Rahmenvertrag 103 Züge mit einem Gesamtwert von 800 Mio. € abgerufen, die ab 2027 eingesetzt werden sollen, wobei sich die Bestellung in 14 Züge für die Linie 8, 22 Züge für die Linie 12 und 67 Züge für die Linie 13 aufteilt.